# Plonévez-du-Faou
Plonévez-du-Faou [ploneve dy fu] est une commune du département du Finistère, dans la région Bretagne, en France.

## Géographie

### Situation
Plonévez-du-Faou est une commune rurale très vaste (8 073 ha), la troisième du Finistère en superficie, située dans le centre du département de Finistère. La commune s'étend au sud des monts d'Arrée, non loin du parc naturel régional d'Armorique, dans le bassin de Châteaulin. Elle fait partie du « pays Dardoup » qui correspond au nord du canton de Châteauneuf-du-Faou centré sur les communes de Plonévez-du-Faou et Collorec (le nom proviendrait de celui d'un filet que portaient traditionnellement les dames de la région).
Elle est drainée par l'Aulne (au niveau du lobe du méandre de rive convexe de Kerganévet - Méros) et trois de ses affluents, l'Éllez, le Ster Goanez et le Quilliou.
| - Localisation de Plonévez-du-Faou sur une carte des communes du Finistère. - Carte de la commune de Plonévez-du-Faou (tracé en orange de la limite communale). |

| Lannédern          | Loqueffret          | Collorec  |
| Le Cloître-Pleyben | Plonévez-du-Faou    | Landeleau |
| Lennon             | Châteauneuf-du-Faou | Spézet    |

### Description
Le bourg est situé vers 150 mètres d'altitude et se trouve approximativement au centre de la commune dont le territoire a des altitudes comprises entre 277 mètres (au Roc'h Beg an Eor, à l'extrême nord du finage communal) et 50 mètres dans la vallée du Ster Goanez (à l'extrême sud-ouest du territoire communal, à l'endroit où ce cours d'eau quitte la commune) et à la même altitude dans celle de l'Aulne qui forme un méandre convexe au niveau de Méros, dans l'angle sud-est du finage communal.
Un petit affluent de rive droite de l'Aulne, le Quilliou, a sa source vers le centre de la commune, juste à l'est du bourg, et coule vers le sud, passant à l'est de l'ancienne paroisse et commune du Quilliou, et conflue avec l'Aulne à Penn ar Pont, en amont du « Pont du Roy » en Châteauneuf-du-Faou.
L'essentiel du territoire communal forme un plateau assez accidenté d'une altitude moyenne d'environ 150 mètres (mais pouvant atteindre environ 200 mètres par endroits, par exemple 196 mètres près du hameau de Blenguéor et 207 mètres à Ty Boud, près de la limite communale avec Collorec, mais s'abaissant à une centaine de mètres dans la partie sud-est de la commune, par exemple 93 mètres au hameau de Kerganévet dans la péninsule de Méros), troué seulement par les vallées des affluents de rive droite de l'Aulne, certains étant de simples ruisseaux.
Le nord-est du territoire communal forme une excroissance où se trouve notamment le hameau de Saint-Herbot ; cette partie de la commune est limitée à l'est par l'Ellez, autre affluent de rive droite de l'Aulne, qui sépare à cet endroit Plonévez-du-Faou de Plouyé, et au nord par le ruisseau du Rusquec, petit affluent de rive droite de l'Ellez, qui forme la limite avec Loqueffret. Cette partie du territoire communal a un relief assez accidenté avec des différences d'une cinquantaine d emètres à peu de distance entre les points les plus hauts (148 mètres au hameau de Elfen par exemple) et les fonds des vallées précitées qui sont vers 95 mètres d'altitude.

### Saint-Herbot
Le hameau de Saint-Herbot est à la limite nord de la commune de Plonévez-du-Faou.

### Géologie
Un gisement de calcédoine existe sur le territoire communal, ainsi qu'à Collorec.

### Hydrographie
Pour un article plus général, voir Réseau hydrographique du Finistère.
La commune est située dans le bassin Loire-Bretagne. Elle est drainée par l'Aulne, le canal de Nantes à Brest, l'Ellez, le Stêr Goanez, le ruisseau le Roudoumeur et divers autres petits cours d'eau,.
L'Aulne, d'une longueur de 144 km, prend sa source dans la commune de Lohuec et se jette  dans la rade de Brest en limite de Landévennec et de Rosnoen, après avoir traversé 27 communes. 

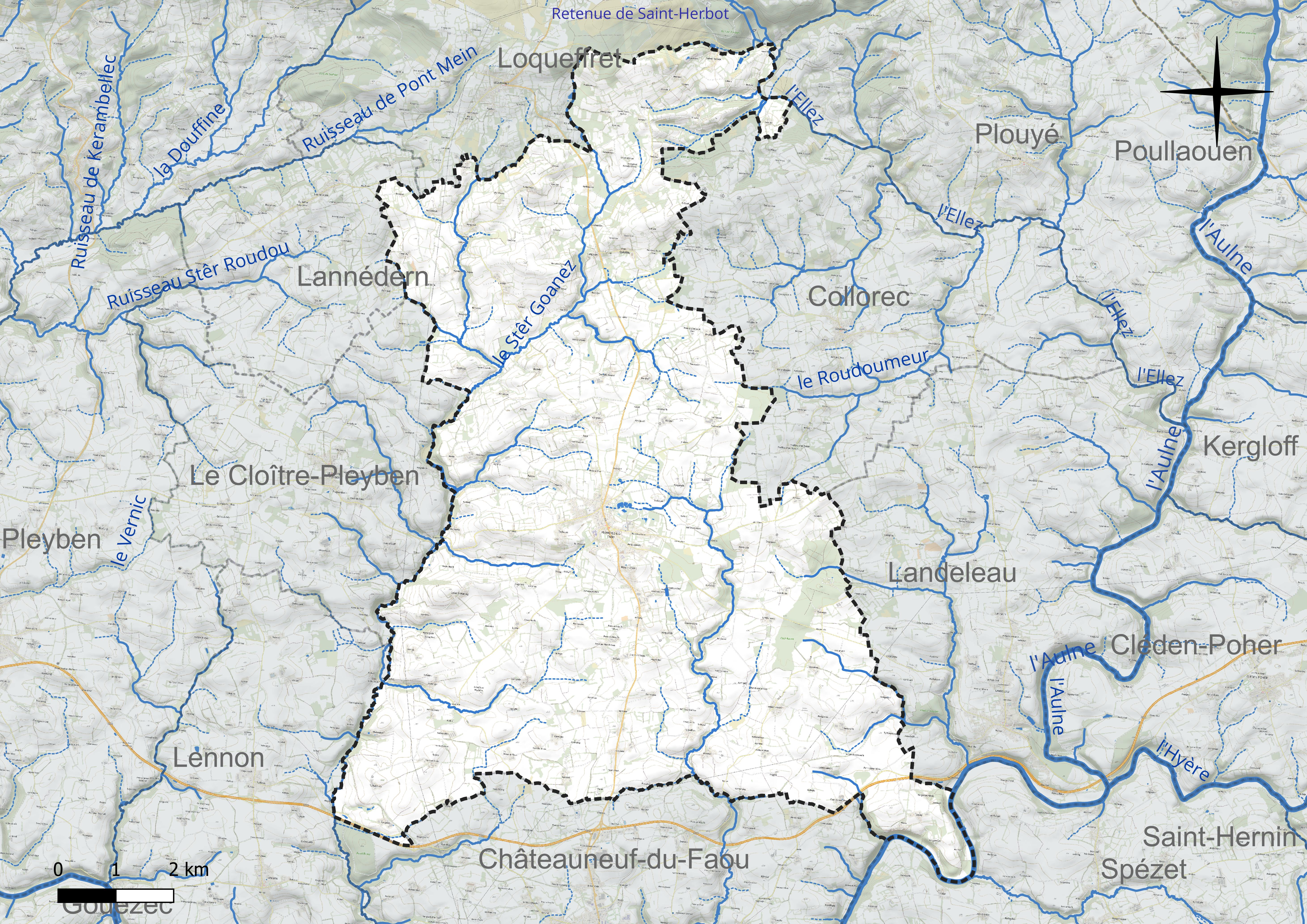
Réseau hydrographique de Plonévez-du-Faou.

Le canal de Nantes à Brest est un canal, chenal et un estuaire et un cours d'eau naturel navigable sur une grande partie de son cours, d'une longueur de 364 km. Il prend sa source dans la commune de Nort-sur-Erdre et se jette  dans la Loire à Nantes. 
L'Ellez, d'une longueur de 28 km, prend sa source dans la commune de Saint-Rivoal et se jette  dans l'Aulne à Landeleau, après avoir traversé neuf communes. 
Le Ster Goanez, d'une longueur de 24 km, prend sa source dans la commune de Loqueffret et se jette  dans le canal de Nantes à Brest à Saint-Thois, après avoir traversé six communes. 

### Climat
Le climat qui caractérise la commune est qualifié, en 2010, de « climat océanique franc », selon la typologie des climats de la France qui compte alors huit grands types de climats en métropole. En 2020, la commune ressort du type « climat océanique » dans la classification établie par Météo-France, qui ne compte désormais, en première approche, que cinq grands types de climats en métropole. Ce type de climat se traduit par des températures douces et une pluviométrie relativement abondante (en liaison avec les perturbations venant de l'Atlantique), répartie tout au long de l'année avec un léger maximum d'octobre à février.
Les paramètres climatiques qui ont permis d'établir la typologie de 2010 comportent six variables pour les températures et huit pour les précipitations, dont les valeurs correspondent à la normale 1971-2000. Les sept principales variables caractérisant la commune sont présentées dans l'encadré ci-après.
| Paramètres climatiques communaux sur la période 1971-2000 - Moyenne annuelle de température : 11,2 °C - Nombre de jours avec une température inférieure à −5 °C : 1,1 j - Nombre de jours avec une température supérieure à 30 °C : 1,4 j - Amplitude thermique annuelle : 11,3 °C - Cumuls annuels de précipitation : 1 220 mm - Nombre de jours de précipitation en janvier : 15,4 j - Nombre de jours de précipitation en juillet : 8,6 j |

Avec le changement climatique, ces variables ont évolué. Une étude réalisée en 2014 par la direction générale de l'Énergie et du Climat complétée par des études régionales prévoit en effet que la température moyenne devrait croître et la pluviométrie moyenne baisser, avec toutefois de fortes variations régionales. La station météorologique de Météo-France installée sur la commune et mise en service en 1988 permet de connaître l'évolution des indicateurs météorologiques. Le tableau détaillé pour la période 1981-2010 est présenté ci-après.
| Mois                                  | jan.           | fév.            | mars          | avril           | mai             | juin           | jui.           | août           | sep.          | oct.            | nov.          | déc.          | année     |
| ------------------------------------- | -------------- | --------------- | ------------- | --------------- | --------------- | -------------- | -------------- | -------------- | ------------- | --------------- | ------------- | ------------- | --------- |
| Température minimale moyenne (°C)     | 3,8            | 3,7             | 4,8           | 5,5             | 8,7             | 10,8           | 12,6           | 12,6           | 10,7          | 9               | 5,9           | 3,9           | 7,7       |
| Température moyenne (°C)              | 6,4            | 6,8             | 8,6           | 9,9             | 13,5            | 15,9           | 17,5           | 17,8           | 15,6          | 12,7            | 9             | 6,5           | 11,7      |
| Température maximale moyenne (°C)     | 8,9            | 10              | 12,4          | 14,2            | 18,3            | 21             | 22,4           | 23             | 20,4          | 16,3            | 12,1          | 9,2           | 15,7      |
| Record de froid (°C) date du record   | −10 02.01.1997 | −8,5 09.02.1991 | −5,5 02.03.04 | −2,5 05.04.1990 | −0,5 07.05.1997 | 3,2 09.06.1989 | 5,7 02.07.1997 | 4,5 03.08.1996 | 3 19.09.10    | −2,2 29.10.1997 | −5,3 29.11.10 | −8 29.12.1996 | −10 1997  |
| Record de chaleur (°C) date du record | 17 24.01.16    | 18,6 14.02.1998 | 25 19.03.05   | 30 15.04.15     | 31,2 24.05.10   | 34,5 19.06.17  | 37,3 18.07.06  | 38,7 09.08.03  | 32,5 04.09.13 | 29 02.10.11     | 21,7 01.11.15 | 17,5 19.12.15 | 38,7 2003 |
| Précipitations (mm)                   | 132,1          | 101,9           | 94,1          | 82,6            | 80,8            | 56,3           | 64,2           | 68,7           | 81,2          | 121             | 125           | 135,8         | 1 143,7   |

### Habitat et paysages
Le paysage agraire traditionnel est le bocage avec un habitat rural dispersé en écarts formés de hameaux (appelés « villages ») et de fermes isolées. Les principaux hameaux sont Saint-Herbot, Quistillic, Kerroué, Kervriou, Trébuon, Creac'h Madieg, le Quilliou, Penhoat Postec et Moulin à Vent.
Le bourg, qui était traditionnellement de modeste importance a beaucoup grossi depuis la décennie 1970 avec la création de lotissements à sa périphérie, un peu dans toutes les directions, mais principalement le long de la D 36, axe routier principal, surtout vers le sud en direction de Châteauneuf-du-Faou (quartier du Moulin à vent).
Plusieurs bois se trouvent sur le territoire communal : le plus étendu est le bois de Coat-Bihan (la création d'un dépôt d'explosifs dans ce bois suscita des polémiques en 2003, le conseil municipal l'acceptant alors qu'un comité de défense des riverains s'y opposait vainement. De nombreux autres bois sont éparpillés un peu partout sur le territoire communal, occupant principalement les pentes des collines dans la partie nord de la commune et les versants des vallées.

### Transports
Le territoire communal est limité dans sa partie sud-est, sur une petite partie, par l'Aulne, aménagé en canal de Nantes à Brest ; deux écluses sont situées en Plonévez-du-Faou : l'écluse de Roz ar Gaouen (écluse n° 211) et l'écluse de Méros (écluse n°212).

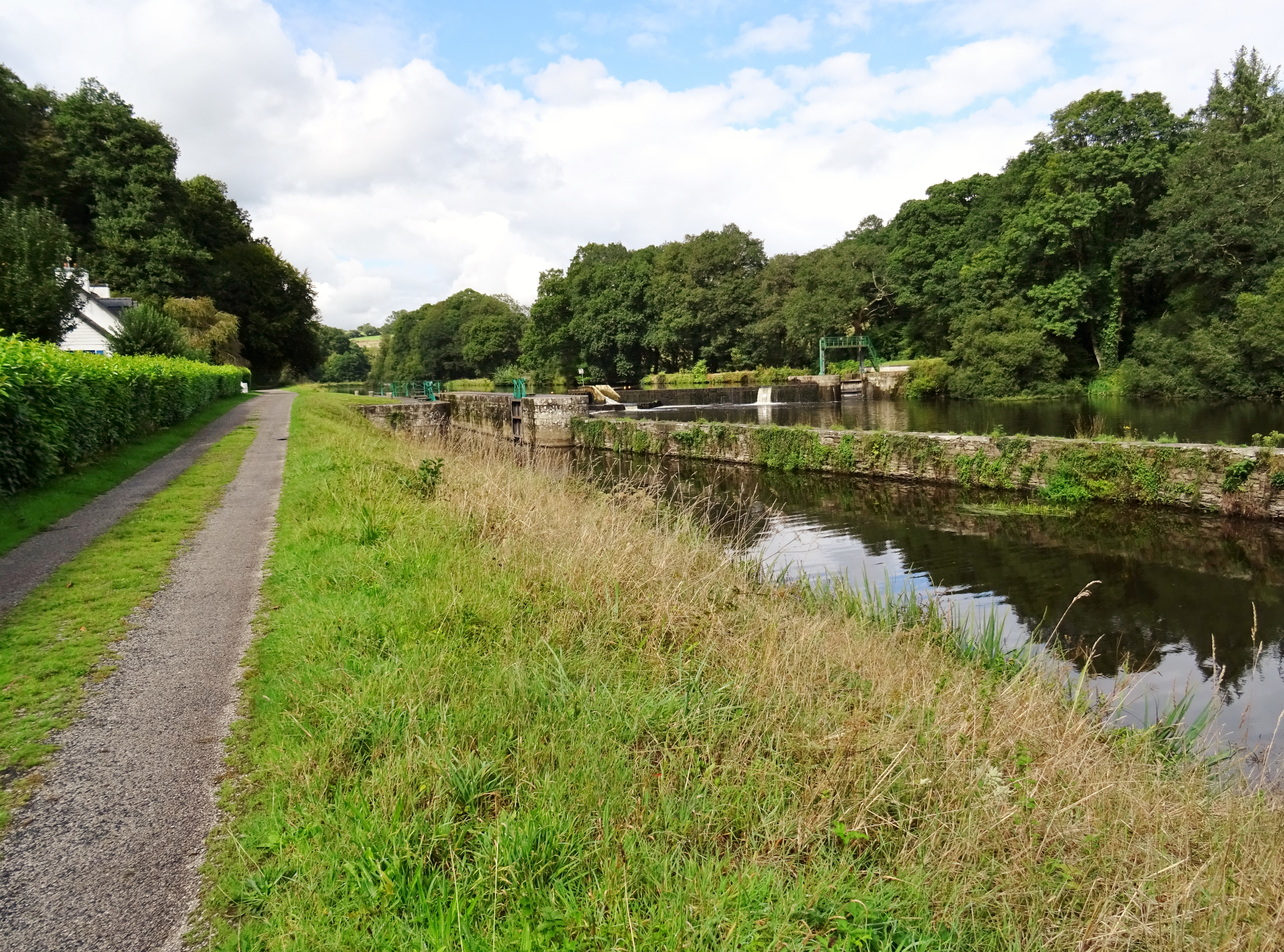
L'écluse de Roz ar Gaouen, écluse n° 211 du canal de Nantes à Brest.
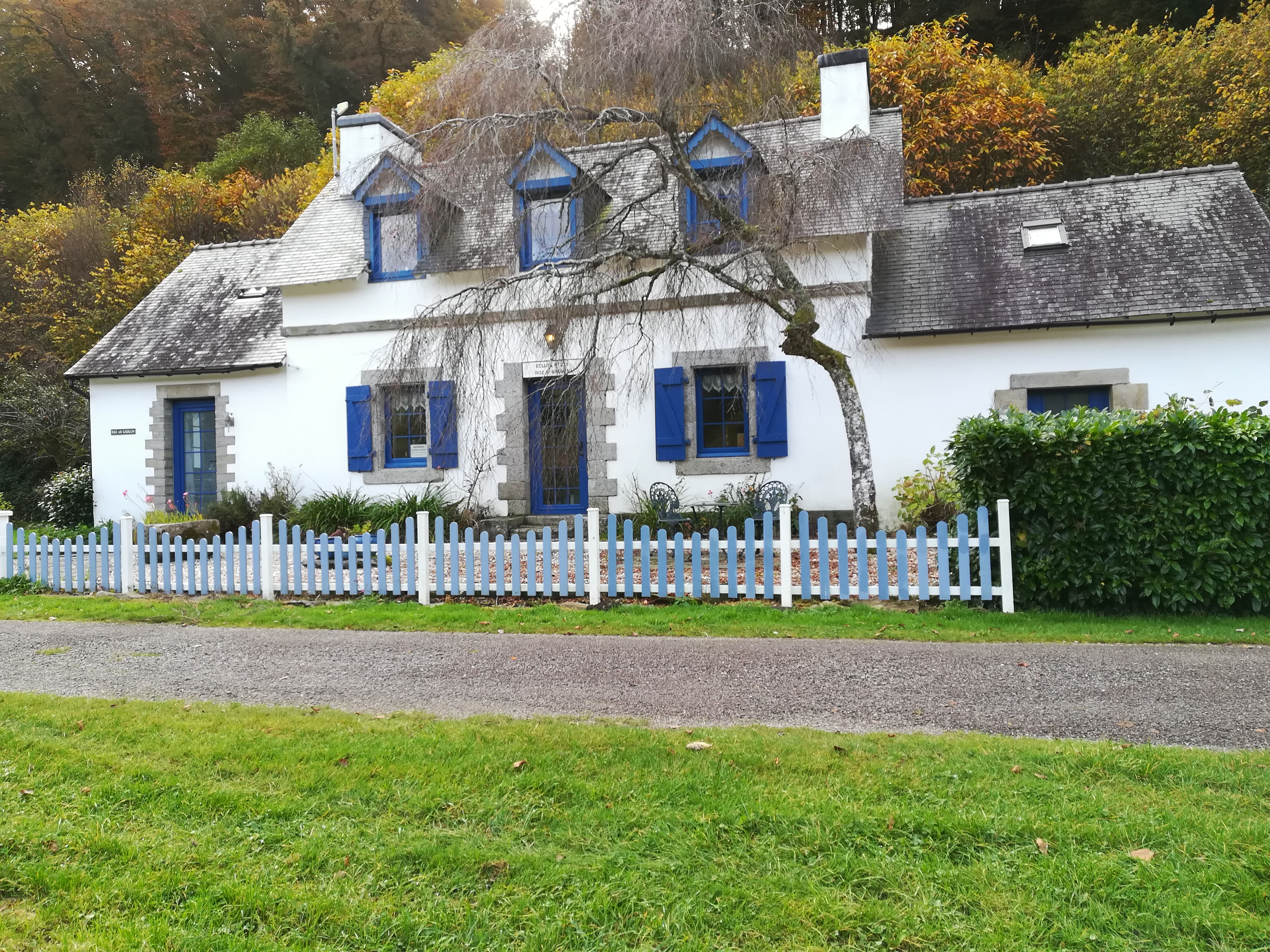
La maison éclusière de Roz ar Gaouen (écluse n° 211 du canal de Nantes à Brest).
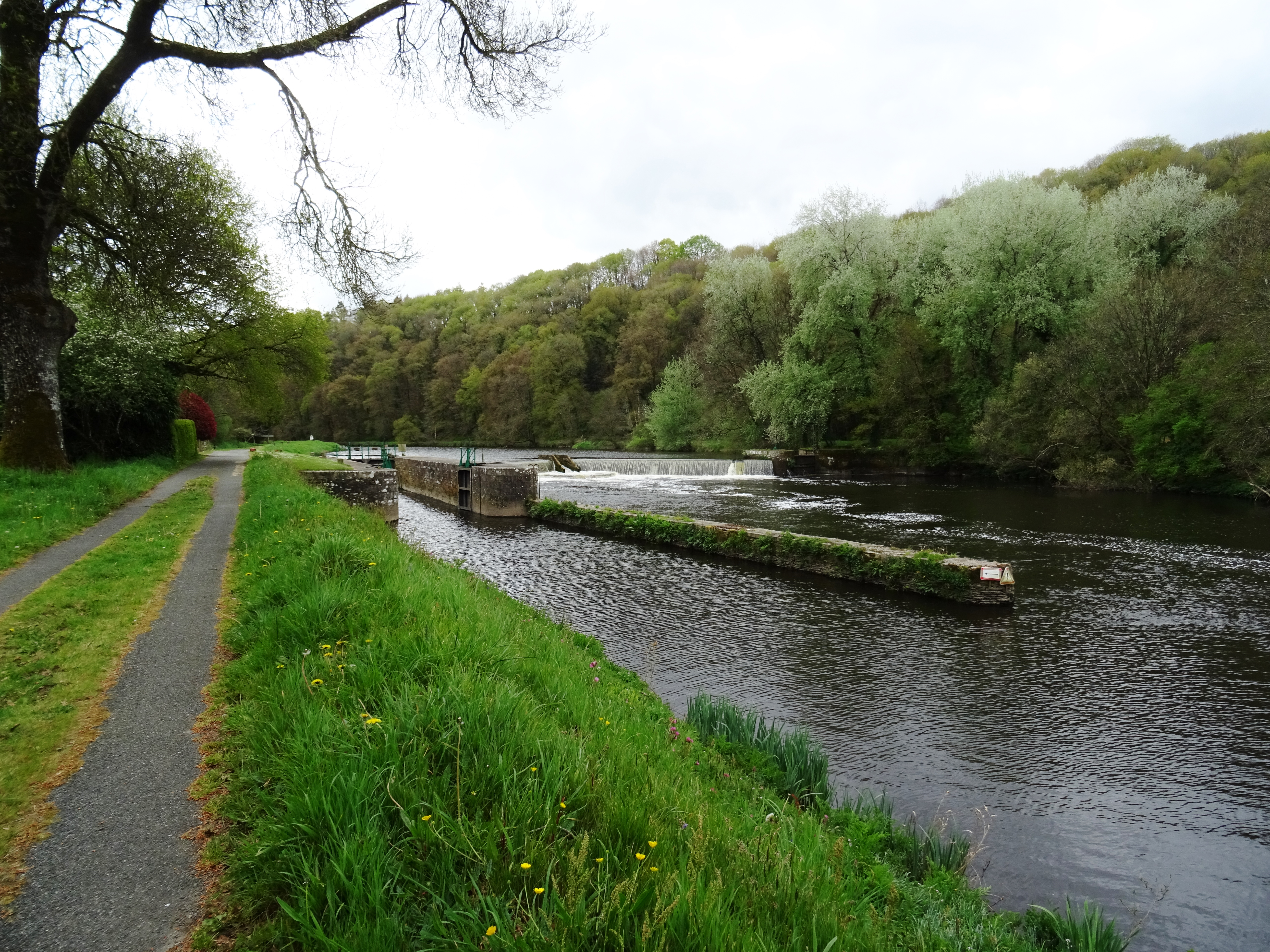
L'écluse de Méros (écluse n° 212 du canal de Nantes à Brest ; Aulne canalisé).
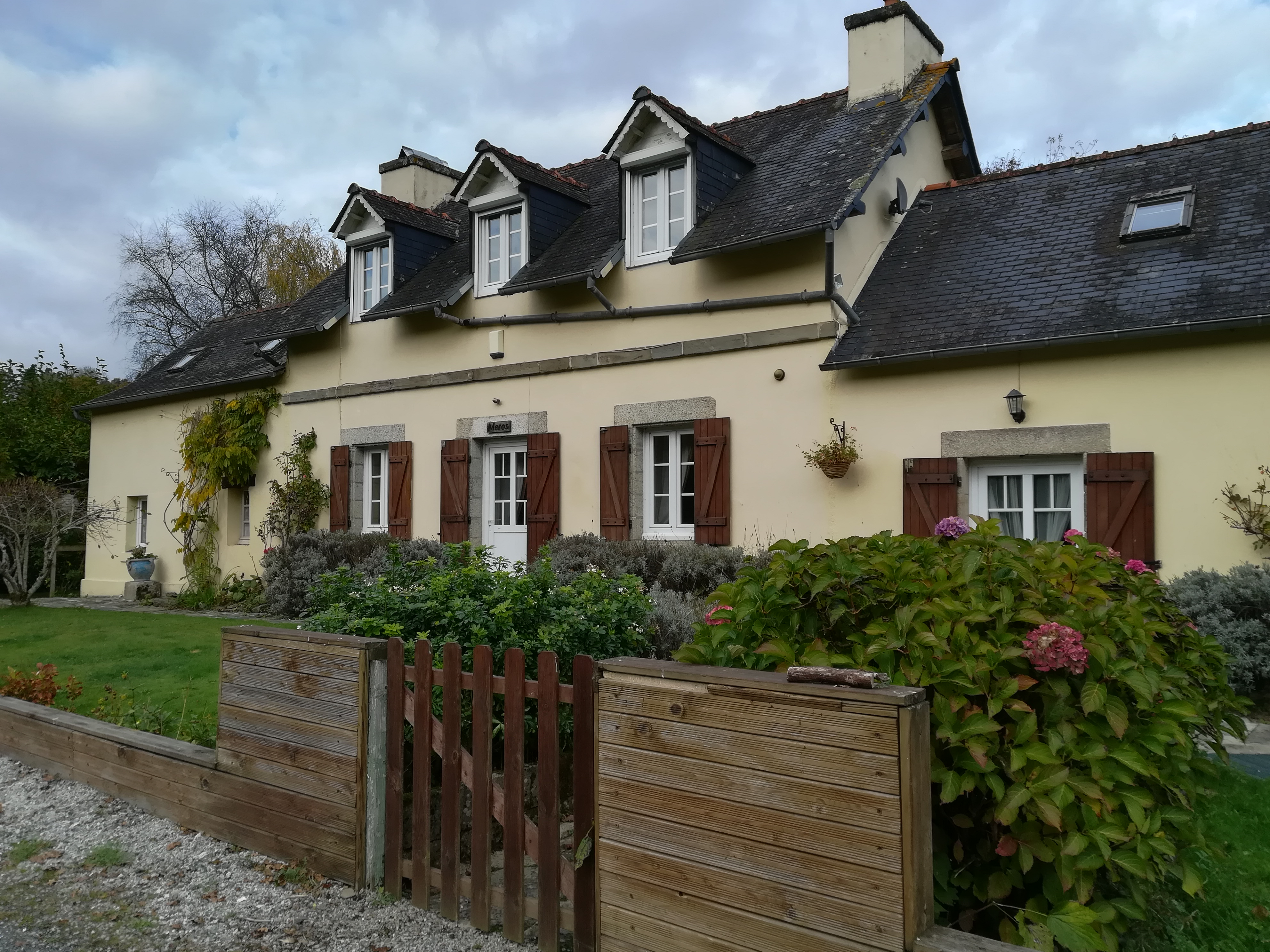
La maison éclusière de Méros (écluse n°212 du canal de Nantes à Brest).
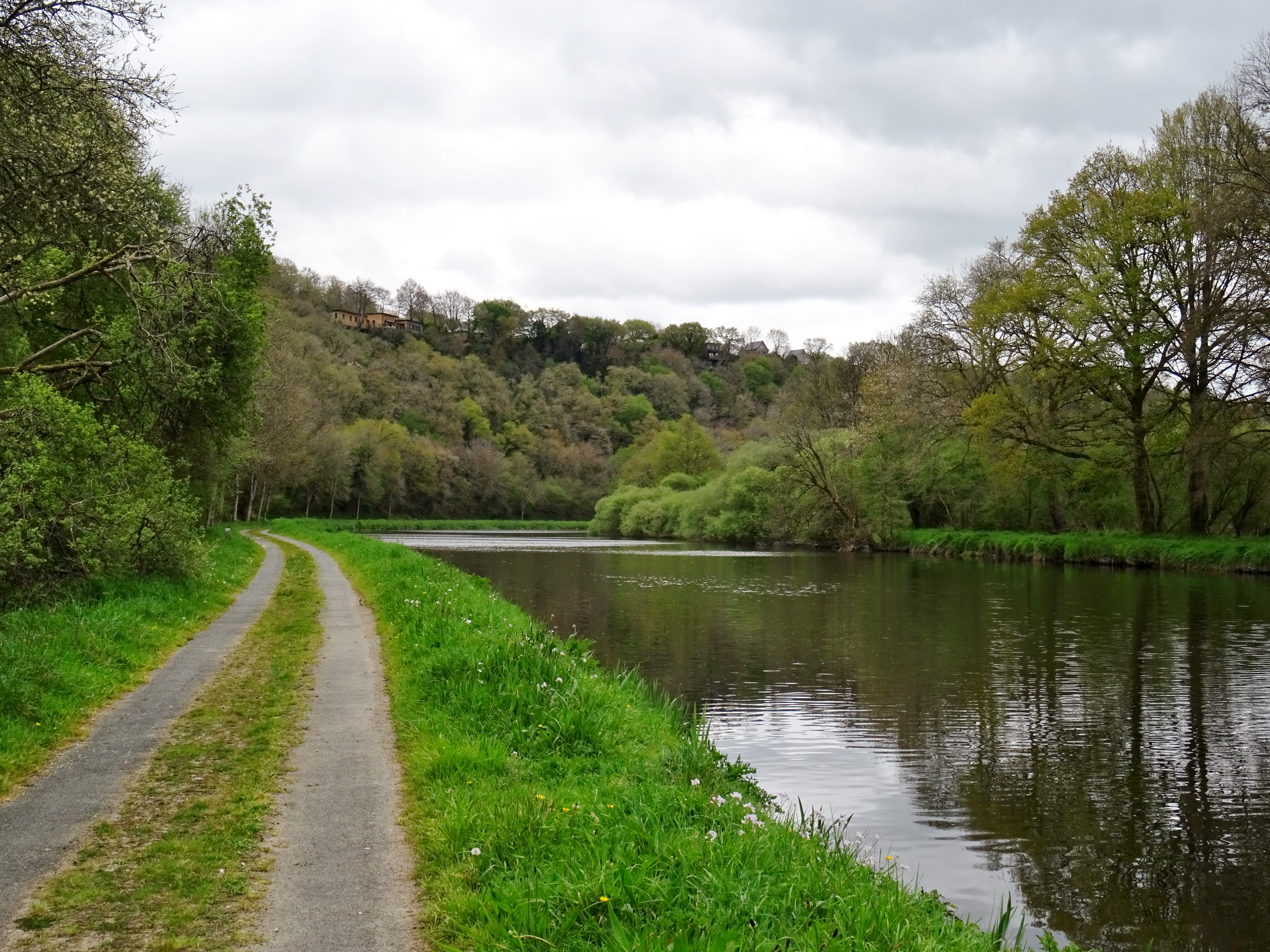
L'Aulne (canal de Nantes à Brest) au nord-est de l'écluse de Rosili (écluse n° 213, en Châteauneuf-du-Faou) ; en haut du versant, à l'arrière-plan, le domaine touristique de Méros (en Plonévez-du-Faou).

La commune est desservie principalement, par voie routière, par la route départementale n°36, orientée sud-nord, qui vient de Châteauneuf-du-Faou et va vers le nord jusqu'à Loqueffret et Brennilis.
La RN 164 (axe routier de la Bretagne centrale, de Rennes, via Montauban-de-Bretagne, à Châteaulin), aménagé en voie expresse, passe un peu au sud de la commune, qui est desservie par l'échangeur de Châteauneuf-du-Faou.

## Urbanisme

### Typologie
Au 1er janvier 2024, Plonévez-du-Faou est catégorisée commune rurale à habitat très dispersé, selon la nouvelle grille communale de densité à 7 niveaux définie par l'Insee en 2022.
Elle est située hors unité urbaine. Par ailleurs la commune fait partie de l'aire d'attraction de Châteauneuf-du-Faou, dont elle est une commune de la couronne,. Cette aire, qui regroupe 5 communes, est catégorisée dans les aires de moins de 50 000 habitants,.

### Occupation des sols

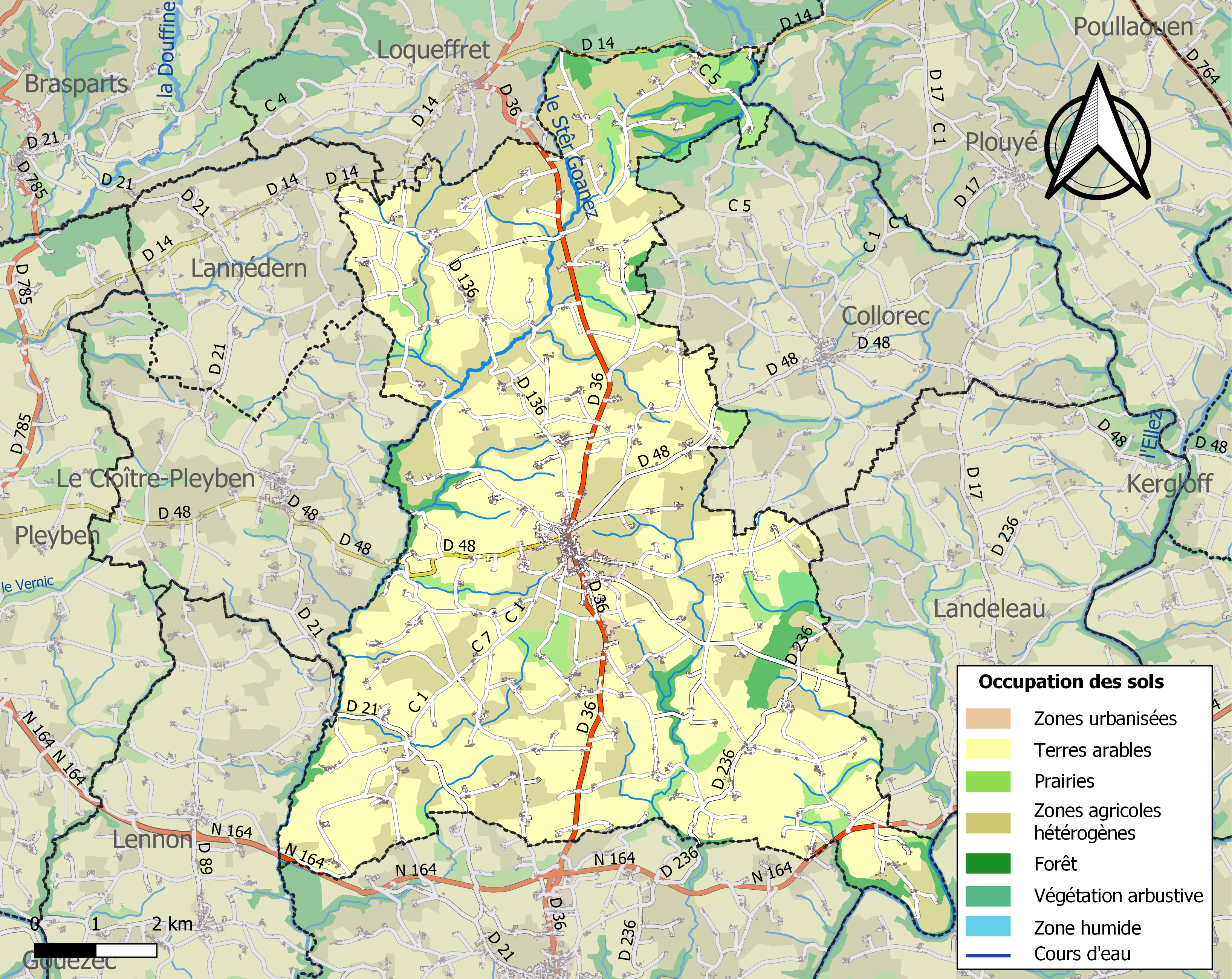
Carte des infrastructures et de l'occupation des sols de la commune en 2018 (CLC).

Le tableau ci-dessous présente l'occupation des sols de la commune en 2018, telle qu'elle ressort de la base de données européenne d'occupation biophysique des sols Corine Land Cover (CLC).
| Type d'occupation                                                                   | Pourcentage | Superficie (en hectares) |
| ----------------------------------------------------------------------------------- | ----------- | ------------------------ |
| Tissu urbain discontinu                                                             | 1,4 %       | 115                      |
| Terres arables hors périmètres d'irrigation                                         | 55,3 %      | 4472                     |
| Prairies et autres surfaces toujours en herbe                                       | 5,6 %       | 455                      |
| Systèmes culturaux et parcellaires complexes                                        | 27,6 %      | 2234                     |
| Surfaces essentiellement agricoles interrompues par des espaces naturels importants | 4,3 %       | 353                      |
| Forêts de feuillus                                                                  | 4,4 %       | 359                      |
| Forêts de conifères                                                                 | 0,3 %       | 23                       |
| Forêts mélangées                                                                    | 0,05 %      | 4                        |
| Landes et broussailles                                                              | 0,25 %      | 21                       |
| Forêts et végétation arbustive en mutation                                          | 0,6 %       | 47                       |
| Source : Corine Land Cover                                                          |             |                          |

## Toponymie
Plonévez-du-Faou vient du breton ploe (paroisse) et nevez (nouveau). « Faou » se réfère au pays dans lequel elle est située « Pagus en Fou » (XIe siècle), le mot faou en breton signifiant « hêtre ». La paroisse faisait partie du pagus du Faou, comme la commune voisine de Châteauneuf-du-Faou, ce qui explique le suffixe « Faou » accolé aux deux localités.
On rencontre les appellations suivantes : Plueu Neugued in Pou (XIe siècle), Plebs nova in Fago (en 1234), Ploenevez dou Fou (en 1338). Plonévez-du-Faou, après avoir fait partie de la vaste paroisse primitive de l'Armorique de Plouyé, fut probablement à partir du XIIIe siècle, une paroisse englobant Landeleau, Châteauneuf et les trèves de Collorec, de Loqueffret et de Saint-Herbot qui deviennent des paroisses indépendantes dans la première moitié du XIXe siècle. Par contre Plonévez-du-Faou annexe l'ancienne paroisse du Quilliou en 1820.

## Histoire

### Préhistoire et Antiquité
Un camp de l'âge du fer se trouve sur le territoire communal à Tréambon, ainsi que plusieurs mégalithes, tumuli et vestiges d'allées couvertes, notamment celle de Roc'h Beg an Eor, située au point culminant de la commune.
Des monnaies osismes ont été découvertes à Creac'h-Madiec. Une sépulture à vase cinéraire a été trouvée en 1912 à Pratinou par un paysan, François Bicrel.
En 1878, à « Creac'h Madiec » en Plonévez-du-Faou, de 12 000 à 15 000 monnaies romaines, datées des règnes de Gallien et d'Aurélien, ont été découvertes.

### Le Moyen Âge
Au haut Moyen Âge, Plounevez-du-Faou, ou Plounevez-du-Faou, ("paroisse nouvelle" en breton) est fondée au détriment de l'ancienne paroisse primitive de l'Armorique de Plouyé, sans doute avant le XIIIe siècle. À l'origine, elle englobait les territoires de Collorec, de Landeleau, de Châteauneuf et une partie de Loqueffret et était vaste de 1 300 hectares. Au XIe siècle, elle n'englobe plus que le territoire de Collorec. Les trèves de Collorec et Loqueffret en sont détachées lors du Concordat.
Plonévez-du-Faou dépendait autrefois de l'évêché de Cornouaille et doit son nom additionnel aux anciens vicomtes du Faou. La commune de Plonévez-du-Faou renferme actuellement les paroisses de Plounévez-du-Faou et de Saint-Herbot.
La région de Daoulas - Le Faou - Châteauneuf-du-Faou formait au haut Moyen Âge le pagus en Fou, un pays historique, c'est-à-dire un pagus ; c'était une subdivision administrative de la Cornouaille.
La seigneurie principale de la paroisse de Plonévez-du-Faou était celle de Mezle, passée dès le XIVe siècle à la famille du Chastel. On y voyait aussi les terres nobles de Kernevez (propriété, au XVe siècle, de la famille de Coëtqueveran), de Méros (ancienne propriété de la famille de Rosily) et de Spernen. Selon Jean-Baptiste Ogée, vers 1400, existaient dans la paroisse les maisons nobles de Kerbarn, Kernévez, Keranmanach, Tuoudou, Roulerourn, Mezle, Erehquen, Rostougual, Cleuziou, Livorfou, Kerdaner et Kergueno. Il cite aussi Châteaugal (en Landeleau) et le manoir du Granec (en la trève de Collorec).
Une révolte paysanne (jacquerie) éclata en 1489 en Cornouaille selon les dires du chanoine Jean Moreau : ce soulèvement paysan était contre l'introduction en Bretagne voulue par la noblesse de la loi féodale française substituée à la plus libérale « coutume du pays », le bail à domaine congéable. Les paysans, sous la conduite de trois frères paysans que l'on dit être originaires de Plouyé, s'en prirent aux nobles et aux bourgeois de la région, projetant de les massacrer. Après être entrés le 30 juillet 1490 dans Quimper et avoir mis à sac la ville, ils furent défaits quelques jours plus tard le 4 août à Penhars où beaucoup sont massacrés (au lieu-dit « Prad-ar-Raz » ou « Pratanros », rebaptisé depuis « Prad ar mil gov », c'est-à-dire « Pré des mille ventres »), puis le 6 août près de Pont-l'Abbé au lieu-dit Ar Veujit Vras (La Boissière) en Pluguffan, près du ruisseau le Dour Ru. Des révoltés survivants se réfugient à Châteauneuf-du-Faou qu'ils autogèrent quelques jours et mettent à sac mais le 7 septembre 1490 Charles de Quimerc'h réussit à rétablir l'ordre dans cette localité. Les meneurs étaient trois frères originaires de la paroisse de Plouyé. Seul le prénom de l'un d'entre eux nous est connu. Il s'agissait d'un dénommé Jean, surnommé « Jean l'Ancien » ou Yann Plouye. De cette défaite serait né un proverbe breton « Dalc'h mat Jan, sac'h, c'hui duc e breis » (« Tiens bon, fais ferme, Jean, et tu seras duc de Bretagne »).
L'événement est ainsi décrit par l'historien Jean-Pierre Leguay : « Les paysans d'une quinzaine de paroisses dont Plouyé, Plonévez-du-Faou, Plomodiern, Saint-Nic... forment une « commune » qui se donne pour but de prendre Quimper et de la mettre à feu et à sang... Il est possible que « l'effroi » ait eu comme origine le congédiement par des propriétaires citadins de fermiers et convenanciers (...). La répression rapide et brutale, le massacre des manants à « Pratanros », l'exécution des meneurs ne font pas disparaître le malaise qui subsiste jusqu'à la fin du siècle ».
En 1593, des habitants de Plonévez-du-Faou participent à la lutte contre le « brigand de Cornouaille » Guy Éder de La Fontenelle qui, depuis son repaire du château du Granec en Collorec écume tout le Poher.

### L'époque moderne

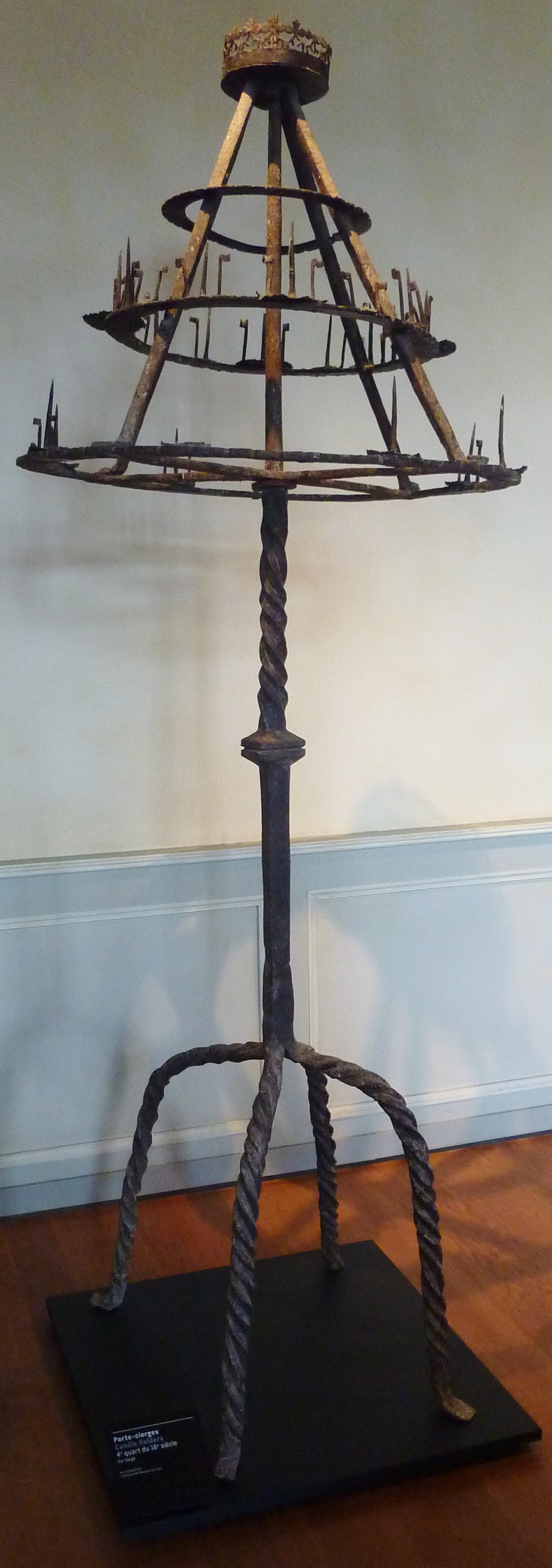
Plonévez-du-Faou : porte-cierges en fer forgé (4e quart du XVIe siècle).

Les habitants de Plonévez-du-Faou participent à la révolte des Bonnets rouges en 1675. Les habitants de la paroisse, y compris ses six ou sept prêtres, participèrent à la mise à sac du château de Kergoët en Saint-Hernin. La paroisse dut verser 9 000 livres au marquis Le Moyne de Trevigny, le propriétaire de la demeure, en dédommagement pour le préjudice subi. Les paroissiens s'étaient particulièrement fait remarquer avec leurs tambours et leurs enseignes.
Jean-Baptiste Ogée décrit ainsi Plonévez-du-Faou en 1778 :

« Plounévez-du-Faou ; à 7 lieues au nord-est de Quimper, son évêché ; à 35 lieues de Rennes ; et à 4 lieues un quart de Châteaulin, sa subdélégation et son ressort. Cette paroisse relève du Roi et compte 6 600 communiants, y compris ceux de Colorec et de Loqueffret, ses trèves ; la cure est présentée par l'archidiacre de Poher. Il se tient trois foires par an au bourg de Plounévez. Des monticules, des vallons, des ruisseaux qui viennent se dégorger dans la rivière d'Aulne, des terres en labeur, des prairies et des landes : voilà ce que le territoire présente à la vue ; c'est un pays couvert d'arbres à fruits. »

### L'ancienne paroisse, puis commune, du Quilliou
Le village du Quilliou est une ancienne dépendance de l'abbaye bénédictine de Locmaria car ses terres lui avaient été données par le comte de Cornouaille Alain Canhiart. Les moines y construisirent un prieuré eu une chapelle. Son saint patron est saint Eutrope. Le village devint paroisse vers 1680 et disposait d'un recteur habitant le presbytère actuellement en ruine. Deux pardons y étaient célébrés, l'un le troisième dimanche de septembre (c'est encore la date du pardon actuel), et l'autre le pardon des chevaux le lundi de la Pentecôte.
Deux chapelles dépendaient de cette paroisse : la chapelle Saint-André-du-Moustoir et la chapelle Notre-Dame-du-Vern ; elles sont disparues.
Jean-Baptiste Ogée décrit ainsi Le Quilliou en 1778 :

« Le Quilliou ; à 7 lieues un quart au nod-est de Quimper, son évêché ; à 35 lieues de Rennes ; et à 5 lieues de Châteaulin, sa subdélégation et son ressort. On y compte 800 communiants [ce nombre est très improbable, il devait être plutôt de 80] ; la cure est en la présentation de la prieure de Locmaria. Ce territoire est montagneux et renferme quelques terres en labeur, des prairies, des landes fort étendues et des bois. Le plus considérable de ces derniers est celui de Coët-Bohan [Coat-Bihan], qui peut avoir une lieue et demie de périphérie. »

Le Quilliou devint une commune entre 1793 à 1820 ; elle comprenait, outre le bourg du Quilliou, 10 villages et avait une superficie de 280 hectares. Son premier maire fut Henri Caro. Le Quilliou comptait 148 habitants en 1793, 141 en 1800, 130 en 1806 et 165 habitants en 1836. La commune fut rattachée à Plonévez-du-Faou par ordonnance royale datée du 20 décembre 1820.

### La Révolution française
En 1789, les habitants de Plonévez-du-Faou rédigèrent un cahier de doléances qui a été conservé. Ils demandent entre autres « que la hauteur, largeur et épaisseur des boisseaux et autres mesures dont se servent les seigneurs pour la perception de leurs rentes soient réglées et fixées, par rapport que si la mesure est trop large et trop épaisse, elle emporte trop de comble, et que les seigneurs soient tenus de fournir à leurs sergents bailliagers un homme pour mesurer lesdits grains ».
Le 4 novembre 1794, les gendarmes arrêtèrent un prêtre réfractaire de la paroisse ; les paroissiens s'interposèrent, blessant gravement les gendarmes et délivrèrent le prêtre.
En juin 1795, une troupe de chouans commandée par Georges Cadoudal, de retour de l'attaque de la poudrerie de Pont-de-Buis, passe par Plonévez-du-Faou, en chemin pour regagner son refuge de Locoal-Mendon dans le Morbihan.

### LeXIXesiècle
Le 14 décembre 1820, la paroisse du Quilliou avec ses 11 hameaux est rattachée à Plonévez, tandis que Collorec devient une paroisse indépendante.

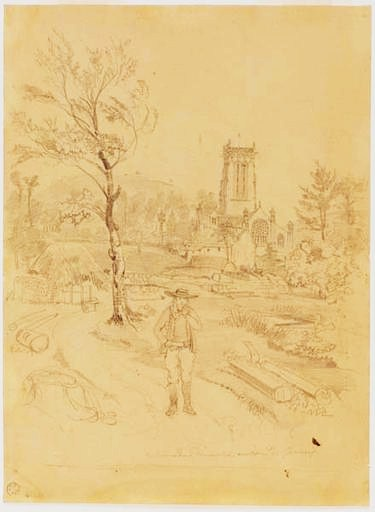
Paysan en costume breton du dimanche devant la chapelle de Saint-Herbot (dessin de François Hippolyte Lalaisse).

A. Marteville et P. Varin, continuateurs d'Ogée, décrivent ainsi Plonévez-du-Faou en 1853 :

« Plounévez-du-Faou (sous l'invocation de saint Pierre) ; commune formée par l'ancienne paroisse de ce nom, plus la paroisse de Le Quilliou, moins ses trèves de Collorec et Loqueffret, devenues communes ; aujourd'hui succursale. (...) Principaux villages : Quistillic, Kerroué, Verveur, Elphen, Langouilly, Crec'hmadiec, Trébuon, Locguénolé, Le Quilliou, Kerladien. Manoirs de Méros, de Châteaugal. Superficie totale 8 065 hectares, dont (...) terres labourables 3 430 ha, prés et pâturages 620 ha, bois 296 ha, vergers et jardins 130 ha, landes et incultes 3 265 ha, étangs et canux 17 ha (...). Moulins : 13 (de Rosveur, de Rosbras, de Convel, de Pont-an-Aour,de La Haye, de Castelborc'h, de Loguénolé, de Quilliou, de Kerladien, du Chapitre ; à eau). Cette commune, aux dires de Cambry, est couverte d'arbres fruitiers ; il faut remarquer que ces arbres sont principalement des pommiers. Il y a, outre l'église, les chapelles Saint-Clair, Saint-André, Saint-Tugdual, du Quilliou, de Launay et de Saint-Herbot (...). Méros appartenait autrefois à M. de Rosily, ainsi que Châteaugal, aujourd'hui à M. de Roquefeuille. (...) On voit encore quelques ruines, ou plutôt quelques décombres, du château du Granec. Les routes de Châteaulin à Carhaix et de Châteauneuf au Huelgoat traversent cette commune (...). Il y a foire le 12 mai, le vensredi avant le dimanche de la Trinité, le 24 août et le 6 décembre. Géologie : grauwacke, notamment autour de l'ancienne église du Quilliou. On parle le breton. »

En 1867, le chemin de Carhaix à Port-Launay, passant par Collorec, Plonévez-du-Faou, Le Cloître-Pleyben et Pleyben, est classé dans la voirie départementale (« chemin d'intérêt commun » n°7) car « ces communes vont y puiser leurs calcaires » et en 1873 est ouvert le chemin de grande communication n°36, construit à partir de 1861, « de Morlaix à Plonévez-du-Faoud via Plounéour-Ménez, la montagne d'Arrez [Arrée], La Feuillée et Loqueffret, avec le contournement du Moulin à vent ». En avril 1877, l'aménagement de cet axe routier dans la traversée du bourg de Plonévez-du-Faou entraîne la démolition du presbytère existant et sa reconstruction.
En 1872, la commune, qui possède déjà quatre foires annuelles (les 12 mai, 25 août, 6 décembre et le vendredi après le dimanche de la Trinité), se voit refuser par le conseil général du Finistère sa demande de création de six nouvelles foires annuelles car « 60 foires et marchés qui ont lieu à Châteauneuf, Pleyben et Le Huelgoat suffisent pour les échanges et transactions de toutes sortes et (…) que les foires trop fréquentes sont nuisibles et désavantageuses à l'agriculture ». Déjà en 1865, le Conseil municipal avait demandé en vain l'autorisation de création de 10 nouvelles foires annuelles. Une nouvelle foire est finalement autorise par le préfet du Finistère en... 1934.
L'agriculture est longtemps restée très traditionnelle. Dans un article daté de 1893, Louis Gallouédec écrit : « Trop de fermes ont encore le toit de chaume sur des murs de pierres cimentées uniquement de boue. Si vous y passez enfin vers la fin août, vous y verrez avec étonnement battre le blé au fléau, un instrument que vous croyiez banni du monde civilisé depuis la découverte des machines à battre. C'est surtout en tirant sur la montagne, vers Plounévez-du-Faou [Plonévez-du-Faou], Saint-Herbot, Plouyé, Scrignac, que vous serez frappé de ces traces d'un passé d'ignorance et de misère »
En 1896, un proçès fut intenté par le curé de Plonévez-du-Faou, l'abbé Caradec, et trois de ses vicaires, les abbés Guillevéré, Kersendy et Portier devant le tribunal correctionnel de Versailles pour diffamation contre les sieurs Maréchaux et Vibert, directeur et rédacteur de l'hebdomadaire Journal de Seine-et-Oise, en raison d'un article du 2 novembre 1895 intitulé Paysages bretons du dit journal insinuant que, à Saint-Herbot, le desservant et ses vicaires « auraient des relations impudiques avec des femmes qui, pour conjurer leur stérilité, viendraient se frotter contre une pierre placée à une certaine distance de cette chapelle ». Les prêtres obtinrent la condamnation des prévenus. Par delà la diffamation probable, cet article illustre la persistance à la fin du XIXe siècle de cette coutume pour les femmes en mal d'enfant.

### LeXXesiècle

#### La Belle Époque
En 1902, l'école des sœurs rouvre sous la direction d'une institutrice laïque.
La ligne ferroviaire allant de Plouescat à Rosporden via La Feuillée, Brasparts et Le Cloître-Pleyben, desservait Plonévez-du-Faou, puis poursuivant son itinéraire via Châteauneuf-du-Faou, ouvrit en décembre 1912 (gérée alors par les Chemins de fer Armoricains, puis à partir de 1921 par les Chemins de fer départementaux du Finistère) et ferma dès 1932. Le train qui parcourait cette ligne à voie métrique était surnommé le « train-patate », en raison des marchandises qu'il transportait et de son allure très lente. Le sud-est de la commune était traversé par la ligne de Carhaix à Châteaulin,ligne également à voie métrique faisant partie du Réseau breton, ouverte le 30 août 1904 pour la section allant de Carhaix à Pleyben ; une gare se trouvait à Kerivarc'h ; cette ligne ferma en 1967.

#### La Première Guerre mondiale
Le monument aux morts de Plonévez-du-Faou porte les noms de 239 soldats morts pour la France pendant la Première Guerre mondiale : parmi eux, 11 soldats sont morts sur le front belge dont 9 soldats (François Bernard, Yves Caro, Laurent Puillandre, Jacques Guillou, Joseph Hourmant, Hervé Kéruzoré, Yves Le Clec'h, Joseph Le Ny, Auguste Quiniou) en 1914 lors de la Course à la mer, un (Jean Cloitre) en 1915 et un (Gilles Le Guern) en 1918; 4 soldats sont morts dans les Balkans dont (François Jaouen, Guillaume Pouliquen, Jean Ruellan) en Serbie et un (Laurent Brochec) en Croatie car ils faisaient partie de l'armée française d'Orient ; trois soldats (Jean Dréau, Pierre Goavec, René Blanchard) sont décédés alors qu'ils étaient prisonniers en Allemagne ; Vincent Rolland est décédé après l'armistice dans un lazaret en Allemagne et fut décoré de la croix de guerre ; la plupart des autres sont décédés sur le sol français : parmi eux Michel Colleoc fut décoré de la croix de guerre.

#### L'entre-deux-guerres
En 1920, l'inspecteur académique du Finistère signale qu'à Plonévez-du-Faou six écoles de hameau ne sont encore qu'en projet ! Il conclut que les élèves seraient plus assidus si l'école était moins éloignée.
Nombreux sont alors les habitants originaires de la commune à quitter la région pour chercher du travail ailleurs. L'Ouest-Éclair en fournit un exemple en 1929 en Dordogne : « Traversons Manzac, enseveli sous le feuillage ; saluons à la sortie du bourg M. et Mme François Le Moal, de Plonévez-du-Faou, métayers satisfaits ».

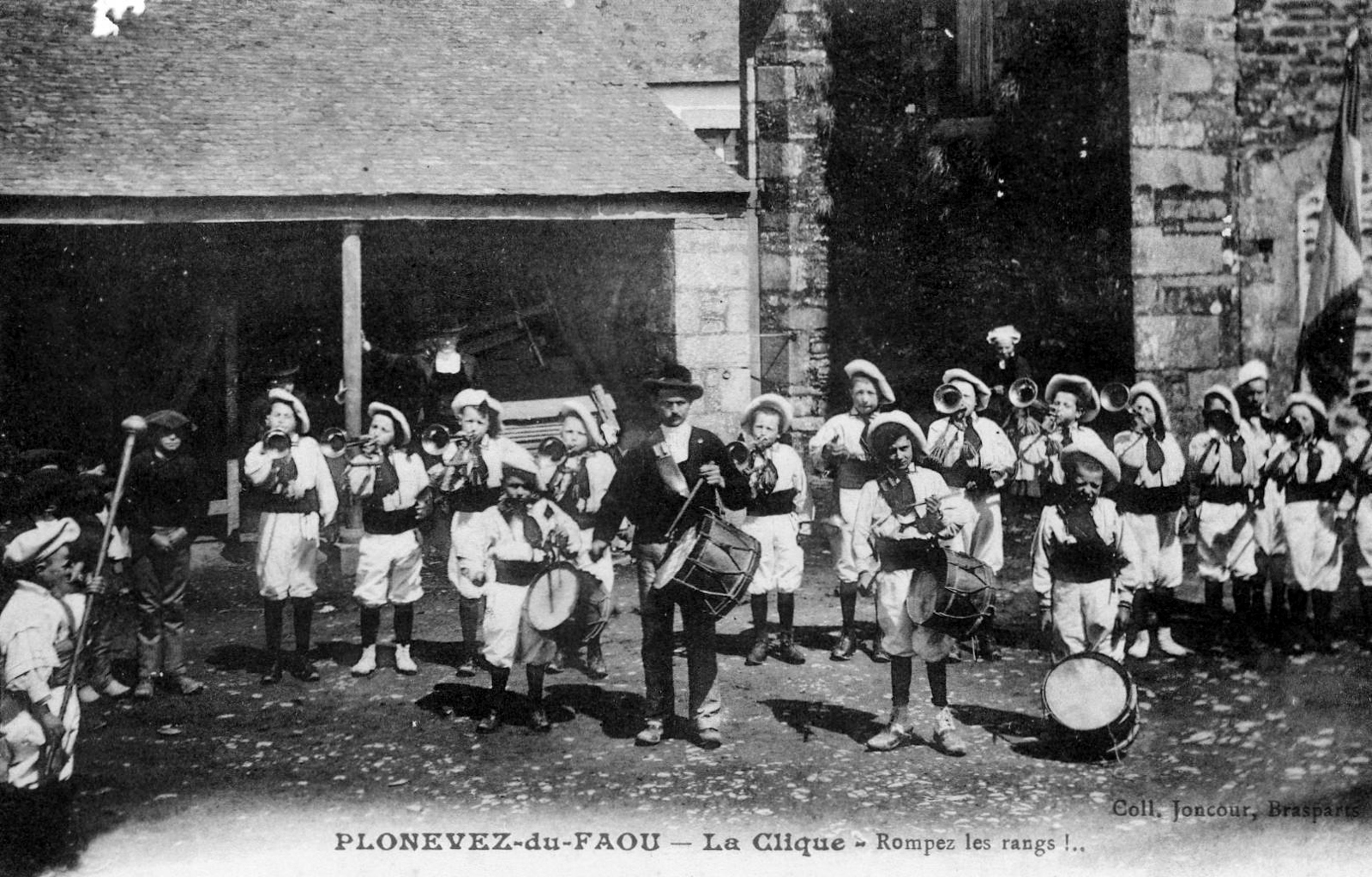
La clique de Plonévez-du-Faou en 1922 (carte postale François Joncour).
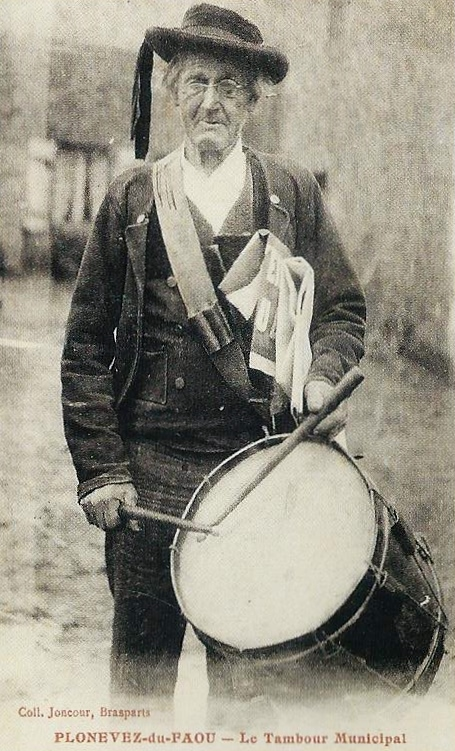
Le tambour municipal (carte postale François Joncour).

#### La Seconde Guerre mondiale
Saint-Herbot est érigée en paroisse par ordonnance épiscopale du 21 septembre 1942.
Le monument aux morts de Plonévez-du-Faou porte les noms de 45 personnes mortes pour la France pendant la Seconde Guerre mondiale; parmi eux, Hervé Guénolé, quartier-maître canonnier à bord du Tramontane, mort lors du naufrage de ce bateau le 8 novembre 1942 dans le port d'Oran (Algérie) canonné par le HMS Aurora lors du débarquement anglo-américain en Afrique du Nord et décoré de la médaille militaire et de la croix de guerre 1939-1945 avec palmes.
Le 17 mai 1943 vers 13 heures, un combat aérien se déroule au-dessus des communes de Plonévez-du-Faou, Scrignac et Berrien. Un avion anglais tombe en flammes à l'est du bourg de Plonévez-du-Faou, et des incendies, provoqués par la chute des réservoirs ou des projectiles, se déclarent sur le territoire des communes de Plonévez-du-Faou, La Feuillée et Scrignac.
C'est à Plonévez-du-Faou que le premier maquis breton a été initialement constitué pendant la Seconde Guerre mondiale. Il est exact que de jeunes résistants, venus de Pont-l'Abbé, ont stationné pendant une quinzaine de jours à Plonévez-du-Faou (dans la ferme de Jean-Louis Berthélémé à Kersalut) début juillet 1943 ; cependant, vu la situation géographique de la ferme, ils durent se replier vers Saint-Goazec où fut constitué, à l'initiative de Daniel Trellu, au bois dit « Coat Quéinec », le premier maquis de Bretagne fin juillet 1943.
Le 16 novembre 1943, Yves Kerhoas, de Saint-Goazec, membre du Parti national breton et du Selbstschutzpolizei, fut abattu par la Résistance à la sortie d'un bal de noces à Plonévez-du-Faou.
Le 30 mai 1944, un homme dénommé Jaouen est tué de 17 balles de mitraillette par des militaires allemands à Plonévez-du-Faou.
La compagnie FTPF « Corse » (maquis de Plonévez-Landeleau) comprenait Jean Kerrizoré (de Brennilis), Lisette Salaün (de Plonévez, agent de liaison, arrêtée par les Allemands le 5 juin 1944), François Bothorel (dit "Boucher", de La Feuillée), François Lever (de Morlaix, tué le 22 juin 1944 à Châteauneuf-du-Faou), Corentin Cochennec (de Plonévez, tué le 2 juillet 1944 à Pont-Kerhoaden par les Allemands), François Fichou et Jean Salaün (tous deux de Brennilis), Noël Lerrant (de Plonévez-du-Faou, tué le 11 juillet 1944 sur la route du Cloître-Pleyben, victime d'une embuscade tendue par les Allemands après avoir été dénoncé), Pierre-Louis Hourmant et Joseph Minchynsky (un polonais déserteur de l'armée allemande).
Le 12 juillet 1944, trois résistants, Germain Paris, Henri Perennou et Louis Salaün, sont tués à Kerabron en Plonévez-du-Faou.
Le 5 août 1944 vers 15 heures, alors que des combats violents sont en cours à proximité de la RN 787 (actuelle RN 164) entre les troupes américaines et allemandes, plusieurs fermes furent incendiées dans les villages de Kervarziou, de Penn Broëz et de Magorven en Châteauneuf-du-Faou, ainsi que dans ceux du Divit et de Langalet en Plonévez-du-Faou.
La compagnie FTPF « Corse » participa, ainsi que le bataillon Georges Le Gall et la section spéciale Pengam (du nom du résistant François Pengam), à la libération de Landerneau, aux côtés des troupes américaines le 12 août 1944.
Deux frères, François Floch et Joseph Floch sont morts en déportation en Allemagne, le premier, déporté le 15 juillet 1944 depuis Compiègne vers le camp de concentration de Neuengamme, puis celui de Buchenwald, mort le 7 avril 1945 à Sandbostel, et le second, déporté depuis Compiègne le 4 juin 1944 à Neuengamme et décédé le 9 avril 1945 à Brunswick. Tous deux furent faits chevaliers de la Légion d'honneur à titre posthume et il leur fut aussi décerné la Croix de guerre avec palme.

#### Depuis la Seconde Guerre mondiale
En 1974 le remembrement suscita des passions à Plonévez-du-Faou ; des paysans en colère arrachèrent 900 des 1200 bornes disposées sur le territoire de la commune ; les auteurs de cette protestation furent condamnés à 500 francs d'amende chacun en mai 1974 ; il fallut même faire intervenir les CRS pour rétablir l'ordre.
À la même époque, Plonévez-du-Faou fut le lieu de nombreuses manifestations de défense de l'artisanat et de protestation contre les cotisations sociales à l'initiative de Jean Hourmant, alors maire de la commune.

## Population et société

### Démographie
La paroisse avait 6 600 « communiants » vers 1780, y compris les trèves de Collorec et Loqueffret.
L'évolution du nombre d'habitants est connue à travers les recensements de la population effectués dans la commune depuis 1793. Pour les communes de moins de 10 000 habitants, une enquête de recensement portant sur toute la population est réalisée tous les cinq ans, les populations de référence des années intermédiaires étant quant à elles estimées par interpolation ou extrapolation. Pour la commune, le premier recensement exhaustif entrant dans le cadre du nouveau dispositif a été réalisé en 2006.

En 2022, la commune comptait 2 174 habitants, en évolution de +3,57 % par rapport à 2016 (Finistère : +2,16 %, France hors Mayotte : +2,11 %).
| 1793  | 1800  | 1806  | 1821  | 1831  | 1836  | 1841  | 1846  | 1851  |
| ----- | ----- | ----- | ----- | ----- | ----- | ----- | ----- | ----- |
| 2 750 | 2 441 | 2 788 | 3 160 | 3 532 | 3 802 | 3 703 | 3 747 | 3 688 |

| 1856  | 1861  | 1866  | 1872  | 1876  | 1881  | 1886  | 1891  | 1896  |
| ----- | ----- | ----- | ----- | ----- | ----- | ----- | ----- | ----- |
| 3 589 | 4 416 | 4 047 | 3 571 | 3 962 | 4 142 | 4 242 | 4 485 | 4 765 |

| 1901  | 1906  | 1911  | 1921  | 1926  | 1931  | 1936  | 1946  | 1954  |
| ----- | ----- | ----- | ----- | ----- | ----- | ----- | ----- | ----- |
| 4 825 | 4 964 | 5 188 | 5 193 | 5 138 | 4 568 | 4 247 | 4 041 | 3 524 |

| 1962  | 1968  | 1975  | 1982  | 1990  | 1999  | 2006  | 2011  | 2016  |
| ----- | ----- | ----- | ----- | ----- | ----- | ----- | ----- | ----- |
| 3 319 | 3 063 | 2 733 | 2 515 | 2 257 | 2 206 | 2 106 | 2 157 | 2 099 |

| 2021  | 2022  | - | - | - | - | - | - | - |
| ----- | ----- | - | - | - | - | - | - | - |
| 2 152 | 2 174 | - | - | - | - | - | - | - |

En 1874, la commune est divisée en deux sections électorales, celle de Plonévez-du-Faou avec 3 112 habitants et celle de Saint-Herbot avec 459 habitants.
Au début du XXe siècle les familles nombreuses étaient encore très fréquentes : ainsi, pour la seule année 1924, trois familles de la commune reçoivent la médaille d'honneur de la famille française : la famille Grannec G (11 enfants) ; la famille Guéguen P. (10 enfants) ; la famille Guillou J. (10 enfants).
En 2020, Plonévez-du-Faou était, après Guémené-sur-Scorff, Callac et Glomel, la commune de Bretagne, où le prix médian des maisons était le moins élevé (59 500 euros), soit près de 10 fois moins qu'à l'Île-aux-Moines, commune où ce prix était le plus élevé.

### Manifestations culturelles et festivités
Depuis 2008 est organisée à Plonévez-du-Faou chaque année « agrifête », une fête de la ruralité.

## Économie
- La biscuiterie Cadiou, fondée vers 1960, implantée originellement à Plonévez-du-Faou, où elle a compté jusqu'à 80 salariés, a essaimé à Derval (Loire-Atlantique) ; elle fabriquait des palets bretons et des quatre-quarts. Elle a fermé fin 2004.

## Culture locale et patrimoine

### Monuments et sites

#### Monuments religieux
- L'église Saint-Pierre, église paroissiale, date des XVIe et XVIIe siècles : les fonts baptismaux datent de 1839. Des statues de la Vierge à l'Enfant, de saint Pierre, de saint Yves, de saint Roch et de saint Jean-Baptiste ornent l'église.

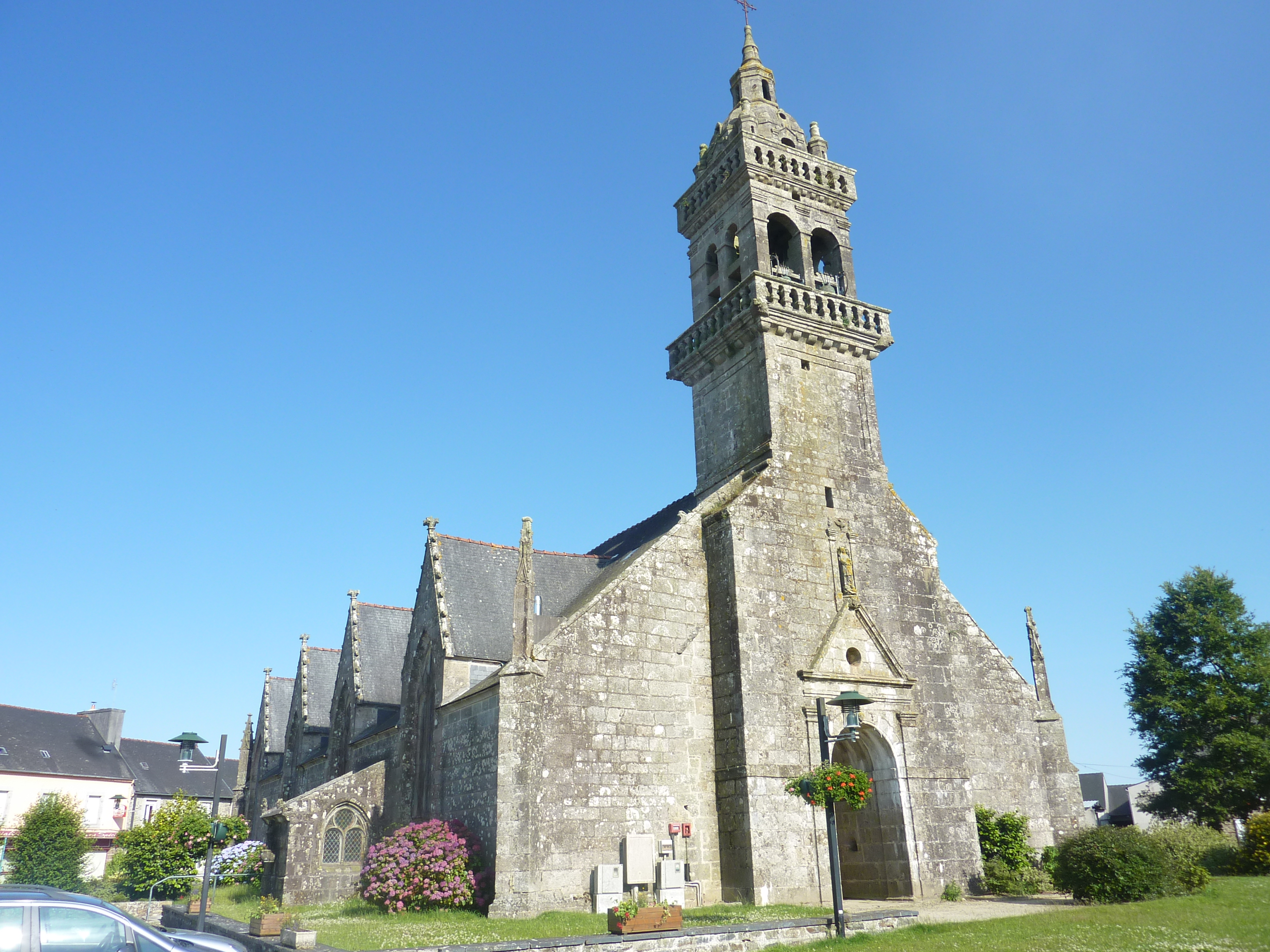
L'église paroissiale Saint-Pierre : la façade.
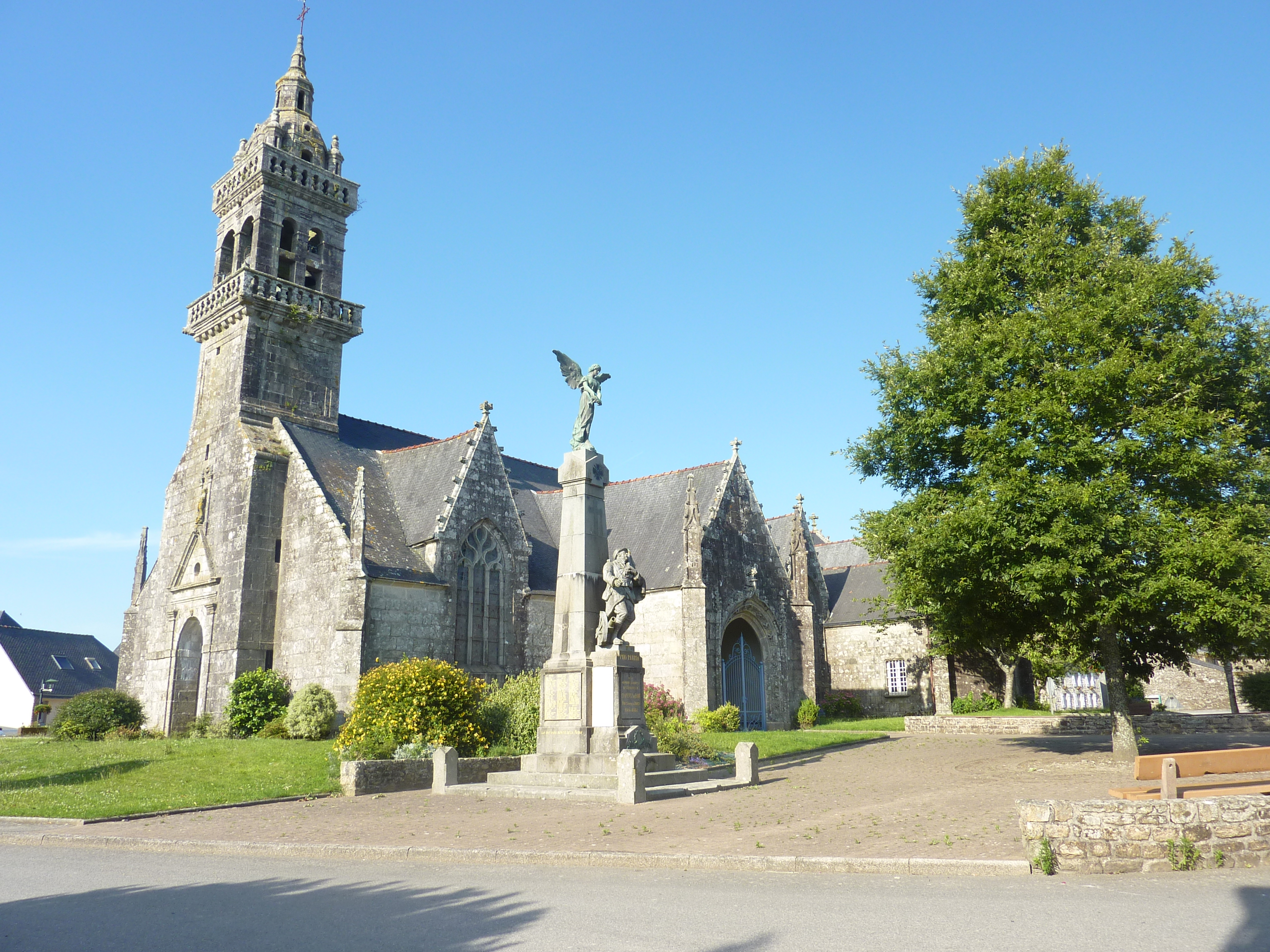
L'église paroissiale Saint-Pierre : le flanc sud.

- La chapelle du Quilliou ou chapelle Saint-Eutrope car elle est dédiée à saint Eutrope, date du XVIe siècle : c'est l'ancienne église paroissiale qui dépendait du prieuré de l'abbaye bénédictine de Locmaria à Quimper à qui elle avait été donnée par le comte de Cornouaille Alain Canhiart. De plan rectangulaire, son maître-autel est du XVIIIe siècle et abrite des statues de saint Eutrope, saint Herbot, Saint Yben, saint Corentin, saint Fiacre, saint Sébastien, saint Pierre représenté en pape et une Vierge-Mère. Son pardon se déroule chaque troisième dimanche de septembre[81].

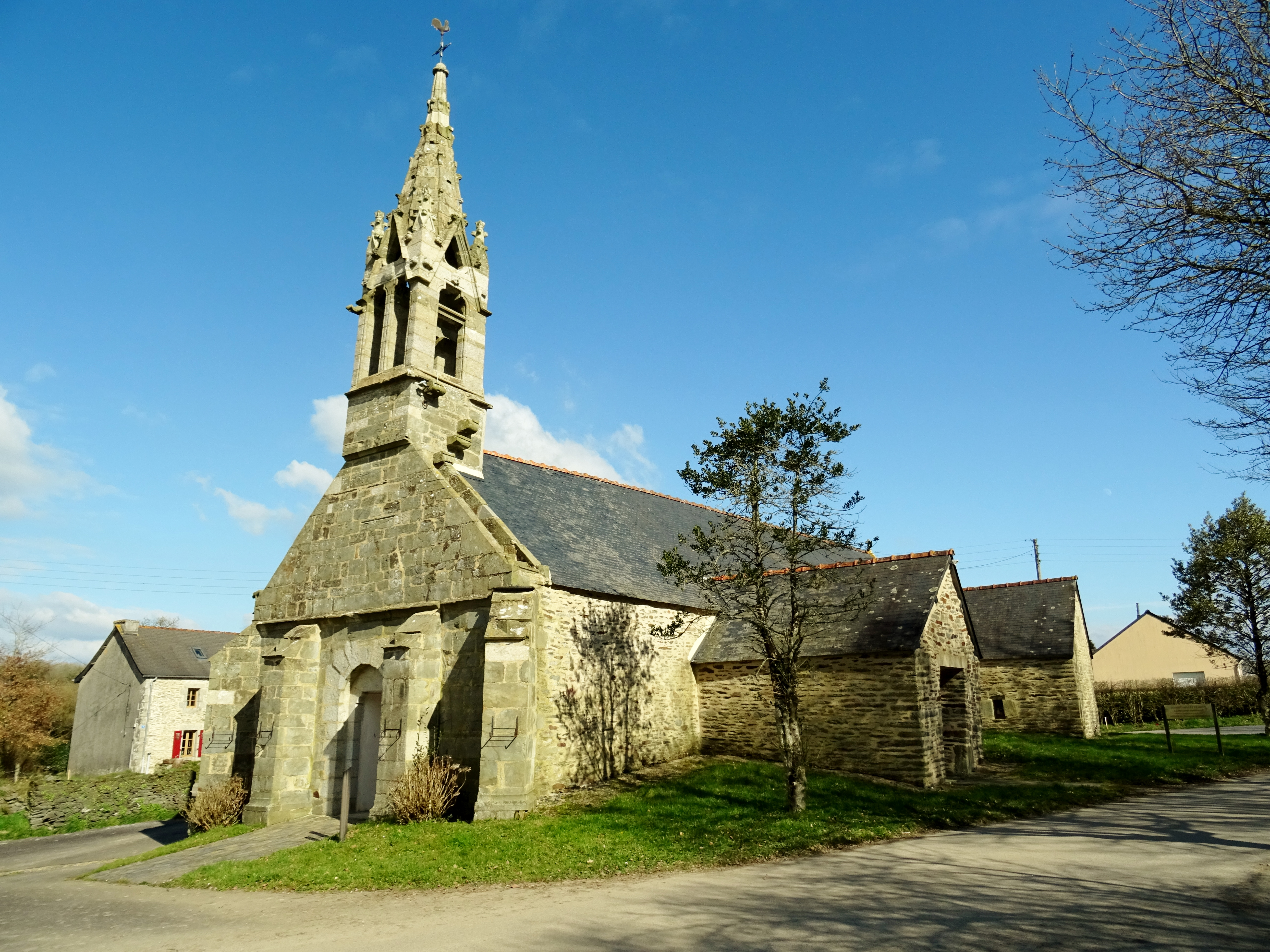
Plonévez-du-Faou : chapelle du Quilliou, vue d'ensemble 1.
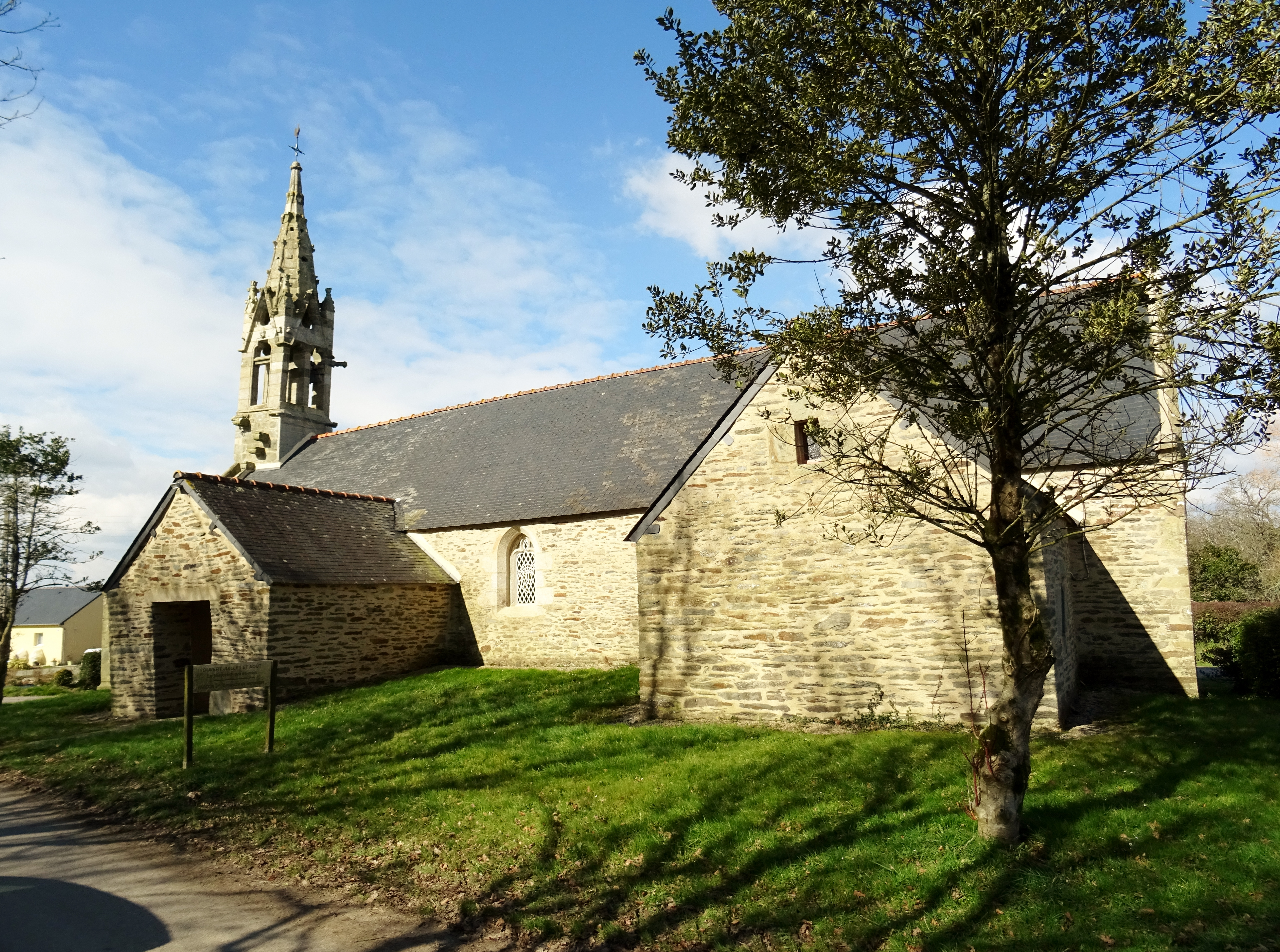
Plonévez-du-Faou : chapelle du Quilliou, vue d'ensemble 2.
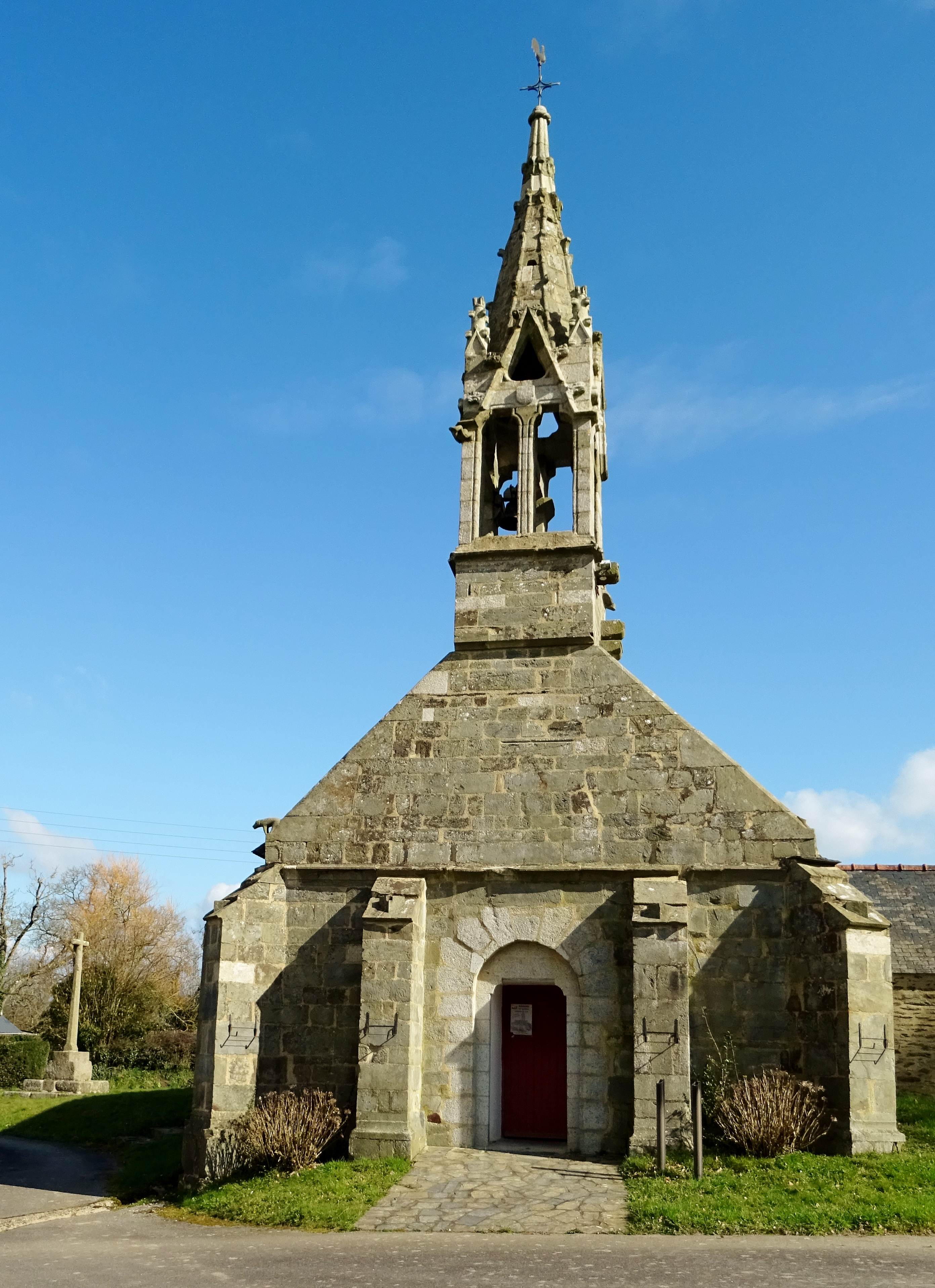
Plonévez-du-Faou : chapelle du Quilliou, façade et calvaire.

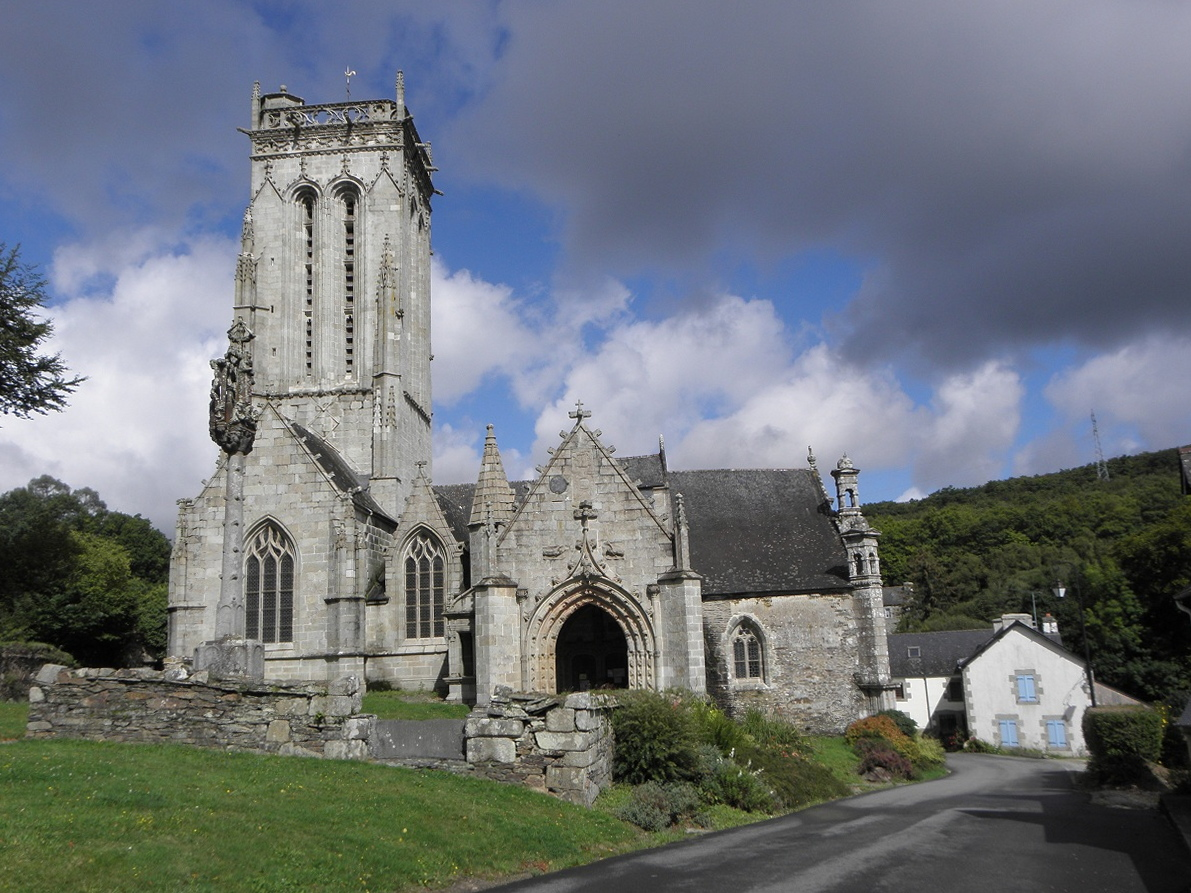
La chapelle Saint-Herbot.

- La chapelle Saint-Herbot, ancienne église paroissiale de la paroisse éponyme[24].

- La chapelle Saint-Clair date du XVIe siècle mais a été restaurée au XXe siècle ; elle abrite aussi plusieurs statues dont celles de saint Éloi, sainte Brigitte, saint Jean-Baptiste ainsi qu'une Vierge-Mère. Son pardon a lieu le dernier dimanche d'août[82].

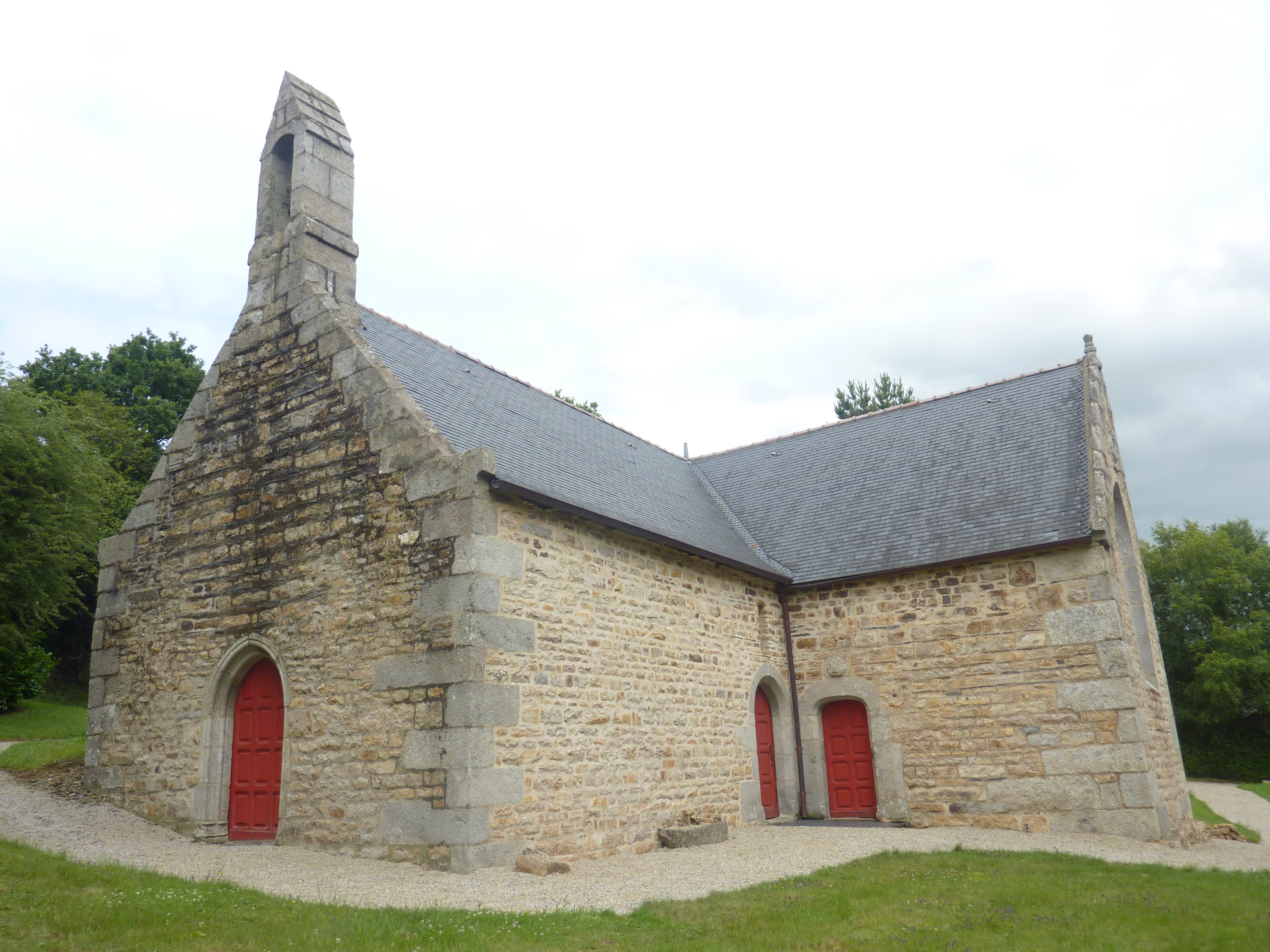
La chapelle Saint-Clair : vue extérieure d'ensemble
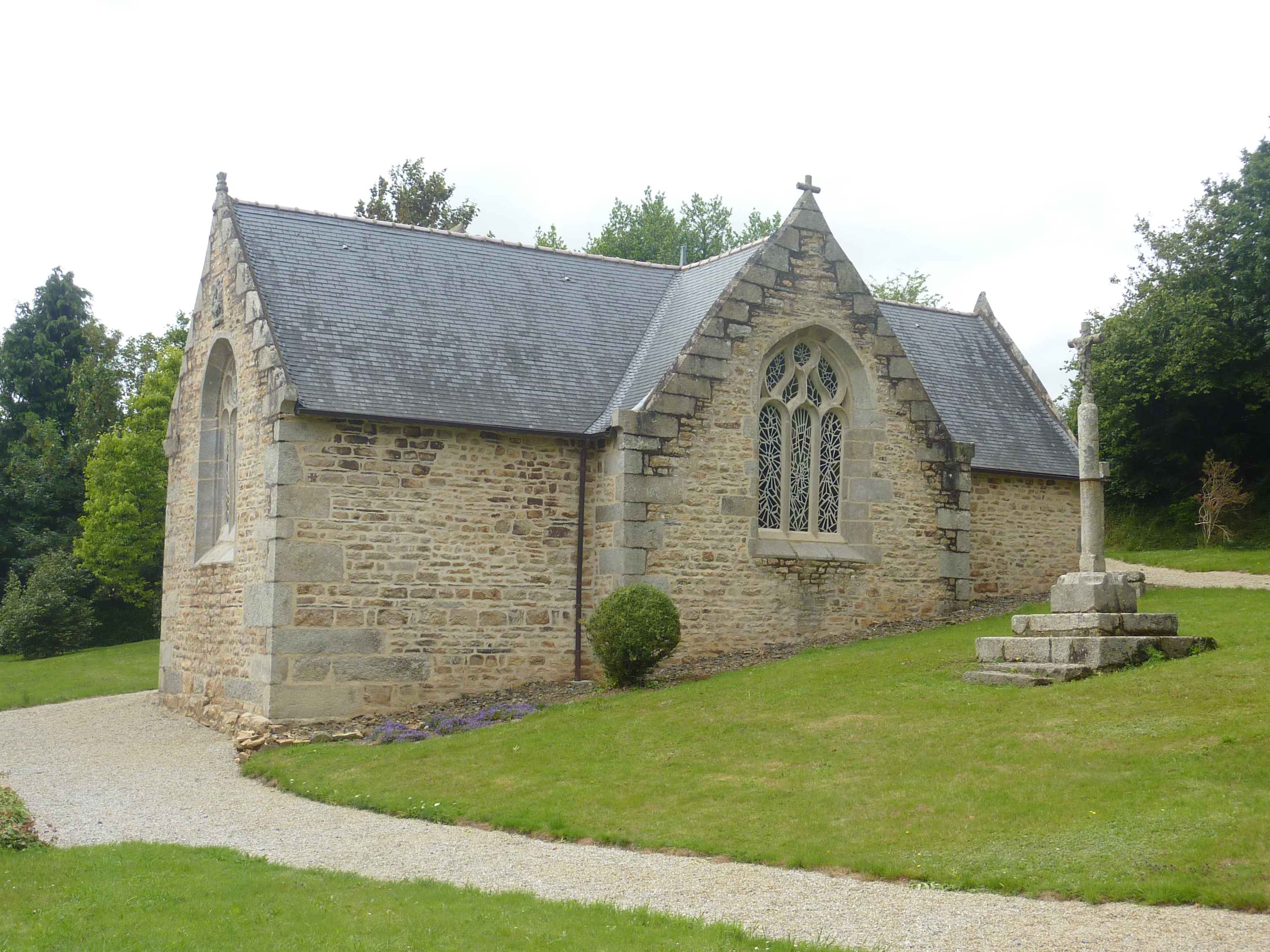
La chapelle Saint-Clair et son calvaire.

- De nombreux calvaires et croix[83], les principaux étant :
  - le calvaire de Saint-Herbot (1570) ;
  - le calvaire du placître de Saint-Eutrope au Quilliou (XIVe siècle) ;
  - le calvaire de Kernévez-Saint-Clair (vers 1550) ;
  - le calvaire de Kerivarc'h (1542) porte des statues du Christ ressuscité et d'une Vierge de Pitié ;
  - le calvaire de Kervillerm date du XIVe siècle et présente sur sa croix monolithe une Vierge à l'Enfant ;
  - le calvaire de Cravec date de 1670 selon une inscription sur le socle. Cassée en deux morceaux, elle a été restaurée[84] ;
  - le calvaire du cimetière paroissial (1513), restauré en 1856 ;
  - les calvaires de Kervriou, Lannunvez, Locquénolé, etc.

#### Autres monuments et sites
- 13 moulins dont ceux de Canvel, de Castelborc'h, du Chapitre, de la Haye, de Kerladien, de Loguénolé, de Pont-an-Aour, du Quilliou, de Rosbras, du Rozveur[85], …
- Plusieurs maisons, bâtiments de fermes et manoirs présentent un intérêt architectural patrimonial, dont :
  - Maison au lieu-dit Sabreg (elle date du XVIIIe siècle et possède sur sa façade un cadran solaire daté de 1774[86].
  - Maison au lieu-dit Perrohan, datée de 1833, en granite et schiste[87].
  - Manoir de La Villeneuve (il date du XVIe siècle mais a été remanié au XIXe siècle)[88].

### Plonévez-du-Faou et la littérature
- La Mariée rouge[89], roman policier d'Hervé Jaouen, évoque Plonévez-du-Faou. Le roman a fait l'objet d'un film ayant le même titre[90].

### Personnalités liées à la commune
- François Joseph de Rosily (1703-1771), officier de Marine
- François Étienne de Rosily (1748-1832), officier de Marine.
- Joseph René Guéguen, né le 4 novembre 1832 à Châteauneuf-du-Faou, greffier, puis notaire à Plonévez-du-Faou ente 1875 et 1881, maire de Plonévez-du-Faou en 1882, longtemps conseiller général du canton de Châteauneuf-du-Faou, fut élu député en 1881, battu en 1885, mais à nouveau élu en 1889, membre de la gauche républicaine. Il est décédé en mai 1891[91].
- Jean-Louis Berthélémé, né en 1900, cultivateur, ancien combattant de la première guerre mondiale, est à nouveau mobilisé en 1939 et fait prisonnier. Il s'évade d'Allemagne et, membre du PCF Clandestin, rejoint les rangs de la Résistance, hébergeant des maquisards, ravitaillant les maquis locaux et aidant cinq aviateurs américains à fuir. Nommé en mai 1943 capitaine des FFI par le gouvernement d'Alger, il est arrêté en novembre de la même année sur dénonciation. Torturé, il est déporté au camp de concentration d'Ellrich, puis à celui de Buchenwald où il meurt le 4 mars 1945[92].
- Jean Hourmant, né en 1927, fut président du CDCA ou CID-UNATI, longtemps maire de Plonévez-du-Faou et conseiller général, a été depuis 1988 président du « Comité pour l'aménagement à 2x2 voies de l'axe central », la RN 164 Châteaulin-Carhaix-Loudéac-Montauban-de-Bretagne-(Rennes), qu'il continue encore à présider[93].
- Philippe Salaün, né en 1943 à Plonévez-du-Faou, photographe, ayant ouvert à Paris un atelier spécialisé dans le tirage noir et blanc de qualité, ce qui l'a amené à travailler avec quelques-uns des grands noms de la photographie comme Robert Doisneau, Willy Ronis, Brassaï, Édouard Boubat,Izis, Bill Brandt, Malick Sidibé ou Seydou Keita.
- Michel Polnareff le chanteur dont l'arrière-grand-mère maternelle, Marie Ambroisine Reux, est née à Plonévez-du- Faou en 1842[94].

### Légendes
- La légende de Tuchenn ar follez (Butte de la Folie) : un tumulus désigné par ce nom se trouve dans le nord de la commune sur l'ancien domaine ducal de Kout-Bihan. La légende dit qu'il est dangereux de mal s'y conduire la nuit, on peut y perdre la raison ; une noce qui s'y serait rendu par bravade aurait même disparu[95].